# Weibliche Genitalverstümmelung

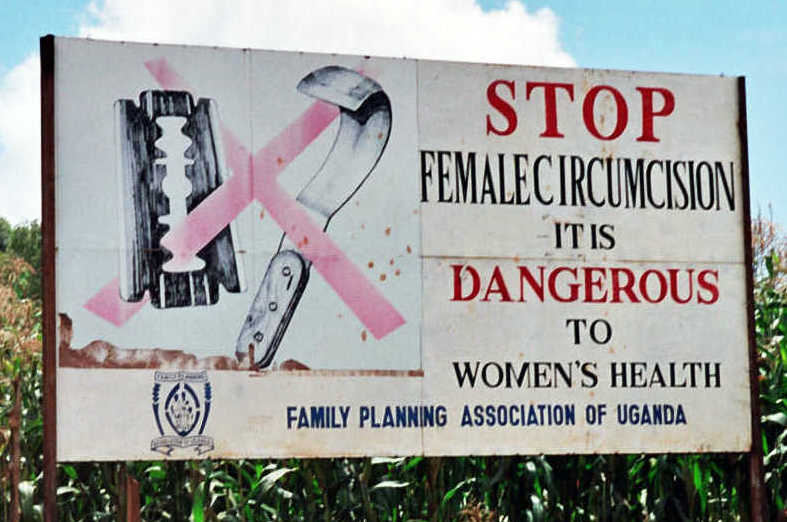
Straßenplakat in Uganda gegen Genitalverstümmelung

Weibliche Genitalverstümmelung (englisch female genital mutilation, kurz FGM), weibliche Genitalbeschneidung (englisch female genital cutting, kurz FGC) oder Verstümmelung weiblicher Genitalien bezeichnet die teilweise oder vollständige Amputation beziehungsweise Beschädigung der äußeren weiblichen Geschlechtsorgane ohne medizinische Indikation. Diese Praktiken werden von den Ausübenden überwiegend aus der Tradition heraus begründet. Durch Studien dokumentierte Hauptverbreitungsgebiete sind westliches und nordöstliches Afrika sowie Jemen, Irak, Indonesien und Malaysia. Weil das Thema gesellschaftlich tabuisiert ist, ist aber von einer erheblich größeren Verbreitung auszugehen. Es wird geschätzt, dass weltweit etwa 200 Millionen beschnittene Mädchen und Frauen leben und jährlich etwa drei Millionen Mädchen, meist unter 15 Jahren, eine Genitalverstümmelung erleiden. Im Jahr 2021 erklärten UNICEF-Exekutivdirektorin Henrietta Fore und UNFPA-Exekutivdirektorin Dr. Natalia Kanem anlässlich des Internationalen Tages gegen weibliche Genitalverstümmelung, dass aufgrund der Covid-19-Pandemie in den nächsten zehn Jahren rund zwei Millionen Mädchen und Frauen zusätzlich von Genitalverstümmelung betroffen sein könnten, weil während der Pandemie Schulen geschlossen und Präventionsprogramme unterbrochen worden seien.
FGM/FGC wird an Mädchen ab dem Säuglingsalter vorgenommen, in den meisten Fällen vor Beginn oder während der Pubertät. Sie wird ohne medizinische Begründung und zum Großteil unter unhygienischen Bedingungen, ohne Betäubung und von medizinisch nicht geschultem Personal oft mit Rasierklingen, Glasscherben u. ä. durchgeführt. So ist sie meist mit starken Schmerzen verbunden, kann schwere gesundheitliche körperliche und psychische Schäden verursachen und führt nicht selten zum Tod. Nach Schätzungen der Weltgesundheitsorganisation (WHO) sterben 25 Prozent der Mädchen und Frauen während des Eingriffs oder an seinen Folgen.
FGM/FGC steht seit Langem in der Kritik von Frauen-, Kinder- und Menschenrechtsorganisationen vieler Länder. Sowohl internationale staatliche Organisationen wie die Vereinten Nationen, UNICEF, UNIFEM und die Weltgesundheitsorganisation (WHO) als auch nichtstaatliche Organisationen wie Amnesty International, Terre des Femmes, TARGET oder Plan International wenden sich gegen die Genitalbeschneidung und stufen sie als Verletzung des Menschenrechts auf körperliche Unversehrtheit ein, auf die mit dem Internationalen Tag gegen weibliche Genitalverstümmelung, der seit 2003 jährlich am 6. Februar stattfindet, aufmerksam gemacht werden soll.
Auf dem afrikanischen Kontinent arbeiten seit Beginn der 1980er Jahre in allen betroffenen Ländern nichtstaatliche Initiativen für eine Beendigung der Verstümmelungspraxis mit dem Verständnis von Genitalverstümmelung als Verletzung von Kinderrechten und Gewalt gegen Kinder und Frauen. Das größte Netzwerk ist das Inter-African Committee on Traditional Practices mit 34 nationalen Komitees in 30 afrikanischen Ländern und 17 internationalen Partnerkomitees in Europa, Kanada, Japan, den Vereinigten Staaten und Neuseeland.
Die Praxis ist weltweit in den meisten Staaten – unter anderem in allen Staaten der Europäischen Union – strafbar. Dennoch sind in vielen dieser Staaten Mädchen, so auch in Deutschland, in Folge verstärkter Zuwanderung zunehmend bedroht. Terre des Femmes ging im Juli 2017 von mehr als 13.000 Mädchen in Deutschland aus, das sind 4000 mehr als ein Jahr zuvor, denen eine Genitalverstümmelung droht. In Österreich sind schätzungsweise bis zu 8000 Frauen betroffen, und europaweit gibt es etwa eine halbe Million Opfer; die meisten davon in Frankreich.

## Terminologie
Es existiert bislang kein Konsens zu einer einheitlichen Terminologie der Praktiken. Die Sicht auf die Praktiken als rein lokale und kulturelle Bräuche hat sich durch ihre Bewertung als Menschenrechtsverletzung gewandelt und wird dadurch als globales Problem betrachtet und diskutiert. Damit einher ging ein Wandel der Terminologie, über welche auch aktuell ein Diskurs geführt wird.

### Geschichte der Terminologie
Im anglophonen Sprachraum war female circumcision (deutsch: weibliche Genitalbeschneidung; wörtlich: ... Rundumschnitt) die dominierende Sammelbezeichnung. Die so bezeichneten Praktiken waren vor dem Jahr 1976 außerhalb ihrer Verbreitungsgebiete hauptsächlich unter medizinischen Experten und Anthropologen bekannt. Der Begriff circumcision wird jedoch auch für die Bezeichnung der männlichen Beschneidung (Zirkumzision) verwendet. Seine Anwendung auf Praktiken, bei denen die äußeren weiblichen Geschlechtsorgane ganz oder teilweise entfernt oder beschädigt werden, kam in die Kritik, weil circumcision den physischen und psychischen Auswirkungen der Praktiken nicht gerecht werde.
Erstmals 1974 wurde im Rahmen einer Kampagne, getragen von einem Netzwerk aus Frauen- und Menschenrechtsorganisationen, nun die Bezeichnung Genitalverstümmelung (engl. genital mutilation) in die öffentliche Debatte um Beschneidungspraktiken an weiblichen Genitalien eingebracht. Durch die Umbenennung der Praktiken brach das aktivistische Netzwerk die semantische Verbindung zur männlichen Beschneidung (male circumcision), die als persönlich-medizinische, religiös oder kulturell begründete Entscheidung betrachtet wird, auf. Die Umbenennung implizierte eine semantische Nähe zur Kastration und erklärte die Praktiken zu einem Thema der „Gewalt gegen Frauen“ und der Menschenrechtsverletzung. Anfang der 1980er verbreitete sich der Begriff „weibliche Genitalverstümmelung“ (engl. female genital mutilation) in der Öffentlichkeit, den Medien und der internationalen Literatur.
Female Genital Mutilation wurde 1990 vom Inter-African Committee on Traditional Practices Affecting the Health of Women and Children (IAC) als Begriff für alle afrikanischen und internationalen Partnerkomitees übernommen. Auf seiner sechsten Generalversammlung im April 2005 veröffentlichte das IAC in Mali die „Bamako-Deklaration on the Terminology FGM“. Das IAC kritisierte darin die Verwendung der Sammelbezeichnung Female Genital Cutting (FGC) durch einige UN-Organisationen, die dahingehend von „besonderen Lobby-Gruppen“, hauptsächlich aus westlichen Ländern stammend, beeinflusst worden seien. Die Mitglieder des IAC sehen in der Verwendung alternativer Bezeichnungen – genannt werden „Female Circumcision“, „Female Genital Alteration“, „Female Genital Excision“, „Female Genital Surgery“ und „Female Genital Cutting“ – eine politisch motivierte Abkehr von der Sprachregelung „Female Genital Mutilation“, die eindeutig Stellung beziehe. Sie bekräftigten die Forderung, den Begriff „Female Genital Mutilation“ (FGM) beizubehalten.
Im Jahr 1991 empfahl die Weltgesundheitsorganisation, dass auch die Vereinten Nationen die Bezeichnung Female Genital Mutilation übernehmen sollten. Die Verwendung von „mutilation“ („Verstümmelung“) unterstreiche die Tatsache, dass die Praxis eine Verletzung der Rechte von Mädchen und Frauen sei. Dadurch unterstütze eine solche Bezeichnung Abschaffungsbestrebungen auf nationaler und internationaler Ebene. Der Begriff weibliche Genitalverstümmelung ersetzte Beschneidung weiblicher Genitalien als die bis dahin häufigere Bezeichnung und entwickelte sich zum Standardbegriff in medizinischer Literatur. Beispielsweise verwendet die Bundesärztekammer den Begriff weibliche Genitalverstümmelung, der Weltärztebund und die American Medical Association verwenden das englische Pendant Female Genital Mutilation.
In den 1990er Jahren entwickelte sich in den USA parallel zum Begriff FGM der Terminus „female genital cutting“ (FGC), eine vor allem beim Umgang mit Betroffenen als neutraler gesehene Bezeichnung. Als Kompromiss bürgerte sich im englischen Sprachraum der Begriff Female Genital Mutilation/Cutting – abgekürzt FGM/C ein.
Die in Deutschland ansässige Frauenrechtsorganisation Terre des Femmes hat sich dafür entschieden, in der Öffentlichkeitsarbeit den Begriff Weibliche Genitalverstümmelung zu verwenden. In einer Stellungnahme empfiehlt sie jedoch, im Umgang mit Betroffenen den Begriff Beschneidung zu verwenden. In diesem Zusammenhang sei Beschneidung keine Verharmlosung, sondern nehme „auf die Würde der Betroffenen in Deutschland“ Rücksicht. Diese Empfehlung vertreten auch die Bundesärztekammer und die Deutsche Gesellschaft für Gynäkologie und Geburtshilfe.
Die in der englischen Sprache etablierte Kompromissbezeichnung FGM/C wird vom Kinderhilfswerk (UNICEF) und der Bevölkerungsfonds der Vereinten Nationen (UNFPA) verwendet, um die Bedeutung des Verstümmelungsbegriffs auf der politischen Ebene zu erfassen und gleichzeitig eine weniger verurteilende Terminologie für die praktizierenden Gemeinschaften anzubieten.

### Diskussionen zu den Termini
Der Begriff Female Circumcision bzw. Beschneidung wird unter anderem von der Weltgesundheitsorganisation abgelehnt, weil er eine Vergleichbarkeit mit der Beschneidung von Männern nahelege. Beschneidung wird von vielen Fachleuten als verharmlosender Euphemismus und irreführend angesehen, da bei den Praktiken ein Teil der Klitoris oder die ganze Klitoris und, im Fall der Infibulation, das gesamte äußere Genital entfernt wird und es sich daher um sehr viel weitreichendere Eingriffe als bei der Entfernung der Vorhaut bei Männern handele.
Die Bezeichnung Female Genital Mutilation bzw. weibliche Genitalverstümmelung wird unter anderem von der United States Agency for International Development (USAID) kritisiert, da sie einerseits den kulturellen Hintergrund für die Praktiken ignoriere und andererseits dazu führen könne, Betroffene als „Verstümmelte“ zu stigmatisieren. Auch könnten Menschen, die Abschaffungsbestrebungen mit der Kolonialzeit verbinden, die Bezeichnung FGM als abwertend empfinden und/oder in ihr ein Indiz für Kulturimperialismus sehen. Umfragen hätten ergeben, dass sich Betroffene oft nicht als „Genitalverstümmelte“, sondern als beschnittene Frauen bezeichnen und „Verstümmelung“ als beleidigend und verletzend ansehen.
In den USA hat sich im Verlauf diverser Debatten die Bezeichnung Female Genital Cutting (FGC) herausgebildet. Die USAID hat sich im Jahr 2000 dafür entschieden, diesen von ihr als neutraler rezipierten Begriff zu verwenden.
Dieser Begriff lässt sich in seiner wörtlichen Übersetzung – „weibliches Genitalschneiden“ – nicht präzise in die deutsche Sprache übertragen. Zudem wird im allgemeinen deutschen Sprachgebrauch „Cutting“ ebenso wie „Circumcision“ mit Beschneidung wiedergegeben. Nach Fana Asefaw und Daniela Hrzán werde mit der Verwendung der englischen Bezeichnung FGC angezeigt, dass es sich dabei um ein neues Forschungsparadigma handele, das durch eine kritisch-reflektierte und antirassistische Herangehensweise an das Thema gekennzeichnet sei, die auch kritisches Hinterfragen von FGC-Praktiken in der westlichen Kultur beinhalte. Dieser Paradigmenwechsel spiegele sich in der deutschen Bezeichnung „weibliche Genitalbeschneidung“ aber nicht wider.
Je nach Kontext werden die verschiedenen Begriffe von mehreren Akteuren nebeneinander verwendet. Dies entspricht einem akzeptierten Vorgehen und steht für das Anliegen, FGM-Praktiken so weit wie möglich einzudämmen.
Der PR-Forscher Ian Somerville schrieb 2011, dass sowohl Female circumcision als auch Female genital mutilation einen bestimmten sprachlichen Rahmen herstellen, der die Wahrnehmung der Praktiken beeinflusst. Durch die Bezeichnung Female genital mutilation hatte sich der Diskurs dahingehend verschoben, dass es dabei nun um Fragen von Gewalt gegen Frauen und somit um Menschenrechte ging.
Nach Beobachtung der Anthropologie-Professorin Christine Walley sind sowohl die Bezeichnung als circumcision als auch die Bezeichnung als mutilation problematisch. Circumcision suggeriere relativistische Toleranz, während mutilation den Eindruck moralischer Empörung entstehen ließe. Der Verstümmelungsbegriff transportiere zudem auch eine zumindest implizierte Unterstellung, dass die Eltern und andere Verwandte der Betroffenen so etwas wie Kindesmisshandler seien. Anderen Autoren zufolge empfänden diesen Vorwurf viele Afrikaner als hochproblematisch, sogar solche, die für die Beendigung der weiblichen Genitalbeschneidungstraditionen arbeiten. Walley, die ihrerseits den Begriff female genital operations verwendet, führt des Weiteren kritisch an, dass der Begriff der weiblichen Genitalverstümmlung die verschiedenen Formen dieser Praktik in einem monolithischen Sinne unabhängig von den damit verbundenen Geographien, Bedeutungen, Religionen und Politik übermäßig verallgemeinern und Frauen, die diese Praktiken aus eigener Entscheidung befürworten, im Rahmen eines überzogenen westlich-orientierten Feminismus pauschal verunglimpfen würde.

## Formen der Genitalverstümmelung
Die Weltgesundheitsorganisation (WHO) stellte 1995 eine Klassifikation zur Unterscheidung verschiedener Typen weiblicher Genitalverstümmelung vor, die 1997 in eine gemeinsame Erklärung von WHO, UNICEF und UNFPA übernommen wurde. Diese Typisierung wurde 2008 überarbeitet und wird seither von weiteren Organisationen und Programmen der Vereinten Nationen getragen, neben den bereits genannten von OHCHR, UNAIDS, UNDP, UNECA, UNESCO, UNHCR und UNIFEM. Die Klassifizierung dient als Basis zur Verständigung über den Untersuchungsgegenstand in der Forschung und soll die Vergleichbarkeit von Datenerhebungen gewährleisten. Ein solches Raster bedingt allerdings immer eine Vereinfachung; tatsächlich gibt es viele Varianten, die verschiedene Eingriffe kombinieren. Selbst innerhalb einer Region oder Ethnie können erhebliche Unterschiede in der Form der Beschneidung auftreten.

Beschneidungsformen (nach WHO):
A Normale Anatomie
B Klitorisvorhaut und gegebenenfalls Klitoris wurden entfernt
C Klitorisvorhaut und gegebenenfalls Klitoris sowie die inneren Schamlippen wurden entfernt
D Klitorisvorhaut und Klitoris sowie die Schamlippen wurden entfernt und die Vaginalöffnung teilweise zugenäht

Demnach lassen sich nach Ausmaß der Veränderung folgende vier Typen unterscheiden:
- Typ I: teilweise oder vollständige Entfernung des äußerlich sichtbaren Teils der Klitoris (Klitoridektomie) und/oder der Klitorisvorhaut (Klitorisvorhautreduktion).
  - Typ Ia: Entfernung der Klitorisvorhaut
  - Typ Ib: Entfernung der Klitorisvorhaut und der Klitoriseichel
- Typ II: teilweise oder vollständige Entfernung des äußerlich sichtbaren Teils der Klitoris und der inneren Schamlippen mit oder ohne Beschneidung der äußeren Schamlippen (Exzision).
  - Typ IIa: Entfernung der kleinen Schamlippen
  - Typ IIb: Entfernung der kleinen Schamlippen und ganz oder teilweise Entfernung der Klitoriseichel
  - Typ IIc: Entfernung der kleinen und großen Schamlippen und ganz oder teilweise der Klitoriseichel
- Typ III (auch Infibulation): Verengung der Vaginalöffnung mit Bildung eines deckenden Verschlusses, indem die inneren und/oder die äußeren Schamlippen aufgeschnitten und zusammengefügt werden, mit oder ohne Entfernung des äußerlich sichtbaren Teils der Klitoris.
  - Typ IIIa: Abdeckung durch Aufschneiden und Zusammenfügung der kleinen Schamlippen
  - Typ IIIb: Abdeckung durch Aufschneiden und Zusammenfügung der großen Schamlippen
- Typ IV: In dieser Kategorie werden alle Praktiken erfasst, die sich nicht einer der anderen drei Kategorien zuordnen lassen. Die WHO nennt beispielhaft das Einstechen, Durchbohren (Piercing), Einschneiden (Introzision), Abschaben sowie die Kauterisation von Genitalgewebe, das Ausbrennen der Klitoris oder das Einführen ätzender Substanzen in die Vagina.

Die verschiedenen rituellen Eingriffe, die in der vierten Kategorie zusammengefasst sind, liegen bezüglich der Hintergründe und der Folgen weit auseinander und sind insgesamt weniger erforscht als die der anderen drei Typen. Unter diese Typisierung können auch einige Praktiken, wie kosmetische Operationen im Genitalbereich oder Wiederherstellung des Jungfernhäutchens, die in vielen Ländern legalisiert sind und nicht grundsätzlich als Genitalverstümmelung bewertet werden, subsumiert werden. Aus Sicht der WHO wird es als wichtig erachtet, die Definitionsbasis für Weibliche Genitalverstümmelung weit zu fassen, um Lücken zu schließen, die eine Fortführung der Praxis begründen könnten.
Der Anteil verschiedener Eingriffsformen zueinander konnte bisher nur geschätzt werden. Die größte Datenmenge gibt es über beschnittene afrikanische Mädchen und Frauen, die älter als 15 Jahre sind. Diese weisen zu etwa 90 Prozent Genitalveränderungen der Typen I, II und IV auf, zu 10 Prozent des Typs III. Andere Schätzungen befassen sich mit Mädchen, die jünger als 16 Jahre sind, und stellten in dieser Altersgruppe einen höheren Anteil an Beschneidungen des folgenschwersten Typs III fest. Es wird vermutet, dass an bis zu 20 % aller beschnittenen Mädchen Veränderungen vom Typ III durchgeführt wurden.
Die invasivste Praktik ist die Infibulation nach Typ III, auch pharaonische Beschneidung genannt. Die Beine des Mädchens werden von der Hüfte bis zu den Knöcheln für bis zu 40 Tage zusammengebunden, damit die Wunde heilen kann. Die Haut über der Vaginalöffnung und dem Ausgang der Harnröhre wächst zusammen und verschließt den Scheidenvorhof. Lediglich eine kleine Öffnung für den Austritt des Urins, des Menstruationsbluts und der Vaginalsekrete wird geschaffen, indem ein dünner Zweig oder Steinsalz in die Wunde eingefügt wird. Durch diese Behinderung kommt es zu zusätzlichen Schmerzen und Infektionsrisiken. Weitere gesundheitliche Risiken und Komplikationen ergeben sich dadurch, dass die Vulva wieder aufgeschnitten werden muss (medizinischer Fachbegriff: Defibulation), um Geschlechtsverkehr zu ermöglichen. Gelingt dem Mann die Öffnung der Vagina durch Penetration nicht, muss die infibulierte Vaginalöffnung mit einem scharfen Gegenstand erweitert werden. Zur Entbindung ist oft eine zusätzliche weiter reichende Defibulation notwendig. Manchmal wird an unbeschnittenen schwangeren Frauen vor der Entbindung eine Infibulation durchgeführt, weil geglaubt wird, dass Berührung mit der Klitoris zu Fehlgeburten führt. In manchen Gegenden folgt nach der Geburt eine erneute Infibulation, Reinfibulation oder auch Refibulation genannt.

## Geschichte

### Antike und Mittelalter
Die Ursprünge der Beschneidung weiblicher Genitalien konnten weder zeitlich noch geographisch eindeutig bestimmt werden. Schon in der Antike setzten sich Gelehrte mit der Beschneidungsthematik auseinander, welche zu jener Zeit vor allem aus dem antiken Ägypten bekannt war. Beschreibungen finden sich bei Galenos, Ambrosius von Mailand und Aetius von Amida. Auf einem Papyrus aus dem Jahr 163 v. Chr., der Epoche des alten Ägyptens, wird die Beschneidung von Mädchen erwähnt. Auch wurden Mumien gefunden, die Anzeichen einer Beschneidung aufweisen. Die männliche Zirkumzision kann ebenfalls auf diese Zeit zurückdatiert werden. Laut dem griechischen Geschichtsschreiber Strabon wurde Beschneidung an beiden Geschlechtern in Ägypten durchgeführt, ebenso wird von Philon von Alexandria berichtet, der um die Zeit Christi Geburt lebte, dass „bei den Juden nur die Männer, bei den Ägyptern jedoch Männer und Frauen beschnitten sind“. Die antiken Autoren gingen davon aus, dass Frauen aus ästhetischen Gründen beschnitten wurden, um somit das Aussehen der weiblichen Genitalien zu korrigieren beziehungsweise zu verbessern.
Es wird davon ausgegangen, dass die Beschneidung sich vom antiken Ägypten aus über den afrikanischen Kontinent verbreitet hat. Die Routen der Verbreitung sowie deren Zeitverlauf lassen sich nicht klar rekonstruieren.
Im Mittelalter finden sich Beschreibungen der Beschneidung im Canon medicinae von Avicenna (980–1037) und bei Abulcasis (936–1013), wobei diese bei übermäßig ausgeprägten Genitalien empfohlen wurde.

### Neuzeit Europa und Nordamerika
Die europäische Auseinandersetzung mit der Praktik setzte zur Zeit des Kolonialismus im ausgehenden 19. Jahrhundert verstärkt ein. Zu dieser Zeit tauchten erste Beschreibungen in der frühen Ethnografie auf. Durch die von Sigmund Freud vorgeschlagene Unterscheidung zwischen „klitoralem“ und „vaginalem“ Orgasmus kam es in Folge zu einer Geringschätzung der „klitoralen Sexualität“. Die klitorale Sexualität musste Freud zufolge überwunden werden, um zu einer reifen Sexualität zu gelangen. Die Psychoanalytikerin Marie Bonaparte kritisierte die Freudsche Vorstellung der notwendigen Ablösung der Klitoris als erogene Leitzone. Im Jahr 1935 kam es zu einem Treffen zwischen dem späteren kenianischen Ministerpräsidenten Jomo Kenyatta, dem Anthropologen Bronislaw Malinowski und Marie Bonaparte. Über Malinowski erfuhr sie von der weiblichen Genitalverstümmelung in Afrika. Mit der Unterstützung Kenyattas betrieb Bonaparte in den folgenden Jahren Feldstudien in Ostafrika, die sich mit den Umständen der Beschneidung und den Folgen für die Frauen auseinandersetzten und die ersten wissenschaftlichen Untersuchungen zu dem Thema darstellen.
Während des 16., 17., 18. und 19. Jahrhunderts und bis zu den 1970er Jahren wurden in Europa und Nordamerika Klitoridektomien und andere operative Eingriffe wie Kauterisationen und Infibulationen an weiblichen Genitalien durchgeführt. Dies geschah, um vermeintliche weibliche „Leiden“ wie Hysterie, Nervosität, Nymphomanie, Masturbation und andere Formen so genannter weiblicher Devianz zu „heilen“. Der englische Gynäkologe Isaac Baker Brown propagierte 1866 in seinem Werk über die „Heilbarkeit verschiedener Formen des Wahnsinns, der Epilepsie, Katalepsie und Hysterie bei Frauen“ die Klitoridektomie als Behandlungsmethode. Durchaus bekannt war, dass die weibliche Libido durch derartige Eingriffe irreversibel beschädigt werden konnte. 1923 schrieb Maria Pütz in ihrer Dissertation:

„In drei mir speziell von Herrn Professor Dr. Cramer gütigst überlassenen Fällen trat nach Entfernung der Clitoris und einer teilweisen oder vollständigen Exzision der kleinen Labien vollständige Heilung ein. Masturbation wurde nicht mehr geübt, und selbst nach einer Beobachtungszeit von mehreren Monaten blieb der Zustand unverändert gut. Trotz dieser erfreulichen Resultate der Clitoridektomie bei Masturbation gibt es nun sehr viele Fälle, bei denen das Uebel durch irgend welche operative Eingriffe nicht zu beeinflussen ist […] Ein zweiter Einwurf der Gegner ist der, dass durch Herabsetzung der Libido auch die Konzeptionsmöglichkeit aufgehoben werde. Auch dieser Einwand ist unberechtigt; denn es steht fest, dass frigide Frauen, die den Coitus nur als Last empfinden und sich keiner sexuellen Befriedigung erfreuen, dennoch konzipieren und gesunde Kinder gebären.“

## Geographische Verbreitung

Regionale Verbreitung in Afrika (nach Daten von UNICEF, 2015, aktueller Stand 2019)

Nach Schätzungen der Weltgesundheitsorganisation zur Verbreitung von Typ I–IV der WHO-Klassifikation sind weltweit mehr als 200 Millionen Frauen und Mädchen an den Genitalien beschnitten (Stand 2013); weltweit sind jährlich etwa drei Millionen Mädchen von FGM bedroht.

### Afrika
Hauptverbreitungsgebiete sind 28 Staaten im westlichen und nordöstlichen Afrika. In sieben Ländern – in Dschibuti, Ägypten, Guinea, Mali, Sierra Leone, Somalia und im Norden des Sudan – ist die Praxis fast flächendeckend verbreitet: Über 90 % der Frauen zwischen 15 und 49 Jahren sind dort beschnitten. Die Infibulation (Typ III) ist insbesondere in Dschibuti, Eritrea, Äthiopien, Somalia und Nordsudan verbreitet, in Dschibuti und Nordsudan ist mehr als die Hälfte der Frauen, in Somalia sind etwa 80 % der Frauen von diesem Eingriff betroffen.
Die Zahlenangaben beziehen sich auf bestimmte Staaten, weil die Datenerhebung innerhalb nationalstaatlicher Grenzen stattfindet. Zwischen einzelnen Regionen dieser Staaten können jedoch beträchtliche Unterschiede bestehen. Die ethnische Zugehörigkeit ist der hauptsächlich entscheidende Faktor für die Verbreitung innerhalb von oft Ländergrenzen überschreitenden Regionen wie auch für den jeweils vorherrschenden Typ der Beschneidung.

### Asien
Außerhalb Afrikas ist bisher der Jemen das einzige Land mit Beschneidungspraxis, für das die Verbreitung statistisch erfasst wurde: 22,6 Prozent der 15- bis 49-jährigen Mädchen und Frauen sind betroffen. Indizien deuten darauf hin, dass die Beschneidung weiblicher Genitalien in Syrien und dem West-Iran präsent ist. Im Iran besteht kein explizites Gesetz gegen weibliche Genitalverstümmelung, doch bei Anwendung bestehender Gesetze gegen Gewalttaten und Körperverletzung können Genitalverstümmelungen strafrechtlich zu einer Haftstrafe von 3–12 Jahren führen. Die weibliche Genitalverstümmelung ist vor allem in der südlichen Provinz Hormozgan verbreitet, aber auch in Kurdistan, Kermanschah und an der Grenze zum Irak. In Piranschahr und West-Aserbaidschan sind deutlich weniger Mädchen und Frauen beschnitten. Initiiert werden Genitalverstümmelungen von Mädchen zumeist durch deren Mutter oder Großmutter. Oft werden Mädchen schon vor Vollendung des ersten Lebensjahres beschnitten, andere zwischen dem dritten und sechsten Lebensjahr. Frauen lassen sich zudem manchmal auf eigenen Wunsch vor dem Eintritt in die Ehe beschneiden. Die Motivation hinter Genitalverstümmelungen von Mädchen und Frauen ist oftmals, deren Heiratschancen zu erhöhen, Züchtigkeit und Jungfräulichkeit zu bewahren, um so für den Ehemann „rein“ zu bleiben. Verbreitet ist auch die Ansicht, die Religion des Islam schreibe die Genitalverstümmelung von Mädchen und Frauen vor. Auch ist der Aberglaube verbreitet, der Teufel stecke in der Klitoris oder Klitorisvorhaut. Die Genitalverstümmelung wird dann praktiziert, um das Mädchen oder die Frau vor dem Bösen zu bewahren. Durchgeführt wird die Beschneidung von traditionellen Beschneiderinnen, in der Regel im privaten Umfeld der Mädchen und Frauen und ohne Anästhesie. Der am häufigsten anzutreffende Typ der Beschneidung ist die Klitoridektomie (Typ I gemäß WHO-Klassifikation), das heißt die teilweise oder vollständige Entfernung des äußerlich sichtbaren Teils der Klitoris oder der Klitorisvorhaut. Die Exzision (Typ II gemäß WHO-Klassifikation), also die teilweise oder vollständige Entfernung des äußerlich sichtbaren Teils der Klitoris und der inneren Schamlippen mit oder ohne Beschneidung der äußeren Schamlippen, ist seltener anzutreffen.
Weiter ist die Praxis für verschiedene Ethnien im Irak, für das nördliche Saudi-Arabien und südliche Jordanien, für Beduinen in Israel, für die Vereinigten Arabischen Emirate, für muslimische Gruppen in Malaysia und für Indonesien (primär auf den Inseln Sumatra, Java, Sulawesi, Madura, vorwiegend Typ I und IV) dokumentiert. Die Beschneidung ist auch für die muslimischen Bohra in Indien dokumentiert. Für diese Länder liegen keine Daten zur Verbreitung vor.

### Europa und Nordamerika
Durch Auswanderung aus Afrika wuchs seit den 1970er Jahren in Europa und Nordamerika die Zahl beschnittener Frauen und Mädchen aus Herkunftsgebieten mit Beschneidungsritualen. Die Schätzungen dazu, wie viele Migrantinnen beschnitten waren, sind bisher (Stand 2008) relativ unsicher; sie beruhen in den meisten Fällen auf der Zusammenstellung von Daten zur Herkunft der Migrantinnen mit Daten zur statistischen Verbreitung der Beschneidungspraktiken in den Herkunftsregionen.
2005 lebten in Deutschland rund 60.000 Frauen aus Ländern, in denen es eine Beschneidungs-Tradition gibt; Nichtregierungsorganisationen hielten bis zu 30.000 von ihnen für betroffen oder bedroht. Terre des Femmes schätzte 2005, dass in Deutschland mindestens 18.000 Frauen bereits betroffen und weitere 5000 bis 6000 Mädchen gefährdet sind. Für die Schweiz schätzt UNICEF die Zahl beschnittener oder von Beschneidung bedrohter Mädchen und Frauen auf etwa 6.700. 2016 wurde die Zahl der in Deutschland lebenden betroffenen Frauen auf mindestens 47.000 geschätzt. Laut Pressemitteilung vom 7. Februar 2022 des Bundesministeriums für Familie, Senioren, Frauen und Jugend (BMFSFJ) leben im Jahr 2022 in Deutschland ca. 68.000 Frauen mit einer weiblichen Genitalverstümmelung und ca. 15.000 Mädchen sind davon bedroht. Terre des Femmes schätzte 2022, dass in Deutschland 104.000 Frauen bereits betroffen und weitere 17.000 Mädchen gefährdet sind.
Das österreichische Bundesministerium für Gesundheit und Frauen erstellte 2006 zusammen mit der Ärztekammer und UNICEF eine Studie zur Genitalverstümmelung. Hiernach hatten 14 Prozent der niedergelassenen Gynäkologen oder Kinderärzte mindestens einmal in ihrem Berufsleben ein beschnittenes Mädchen oder eine beschnittene Frau behandelt. Es fiel auf, dass der Anteil außerhalb der Gruppe der Gynäkologen sehr gering war (nur ein Kinderarzt). Jeweils zwei Ärzte in Wien und in der Steiermark gaben an, dass sie schon gefragt worden seien, ob sie eine Genitalbeschneidung durchführen würden. 16 Prozent der befragten Krankenhäuser gaben an, genitalverstümmelte Mädchen oder Frauen behandelt zu haben. Drei von vier Patientinnen sollen aus Somalia oder Äthiopien stammen. Überwiegend erfolgte ein Besuch aus Anlass einer Schwangerschaft oder vor einer Entbindung.
In den übrigen europäischen Staaten gibt es (Stand 2008) lediglich für England und Wales Schätzungen, die zusätzlich auf Datenerfassungen anlässlich gynäkologischer Untersuchungen basieren. Diesen Schätzungen zufolge waren dort insgesamt etwa 66.000 Migrantinnen beschnitten; etwa 15.000 Mädchen unter 15 Jahren waren von der Infibulation (Typ III) bedroht und weitere 5000 Mädchen von Beschneidungen nach Typ I und II bedroht. Es gab einen Beschneidungstourismus von Frankreich, wo durch verpflichtende Reihenuntersuchungen in Vorschule und Schule die Intaktheit des kindlichen Körpers geschützt werden soll, nach England, wo FGM zwar seit 1985 verboten ist, die Toleranz („ethnic sensitivity“) gegenüber dieser archaischen Tradition jedoch als größer eingeschätzt wird.
Darüber hinaus ist dokumentiert, dass Beschneidungspraktiken bei einem Teil der Migrantinnen trotz gesetzlicher Verbote in den Aufnahmeländern heimlich fortgeführt werden. In Frankreich, Italien, Spanien und der Schweiz kam es in diesem Zusammenhang zu Strafprozessen. Die Eingriffe erfolgten entweder im Aufnahmeland oder anlässlich einer Reise in ein Herkunftsland. Datenerhebungen zu diesem Phänomen existieren (Stand 2008) nicht. Siehe Rechtliche Beurteilung. Erstmals in der Geschichte der USA begann im April 2017 ein Strafprozess nach 18 USC 116 (female genital mutilation) gegen eine Ärztin namens Jumana Nagarwala und ein Ehepaar (alle Angehörige der schiitischen Dawudi Bohra).

### Australien
Die Beschneidung der Frau findet sich traditionell bei einigen Ethnien der Aborigines, der australischen Ureinwohner. Ähnlich der Subinzision bei Männern fand die Operation im Rahmen von Initiationsriten statt. Inwiefern die Beschneidung gegenwärtig praktiziert wird, ist unklar. Während der UNHCHR in einem Arbeitspapier behauptet, dass in der Gesellschaft der Pitta-Patta in Queensland die unter Typ IV fallende Inzision praktiziert werde, wird diese Ansicht von australischen Wissenschaftlern infrage gestellt.
Der Großteil der heutzutage in Australien praktizierten Beschneidungen dürfte innerhalb von Migrantenpopulationen aus dem afrikanischen und arabischen Kulturraum vorkommen.

### Mittel- und Südamerika
In Amerika ist das Phänomen vereinzelt belegt, etwa für die Emberá-Chamí-Indianer in Kolumbien.

### Kritik an Verbreitungsstatistiken
Da nur in wenigen Ländern Afrikas Daten zu FGM systematisch erfasst werden, wären Verbreitungsstatistiken hierzu unter diesem Vorbehalt zu betrachten. Kritisiert wird auch, dass überwiegend afrikanische FGM-Praktiken in die Statistiken einfließen. Asefaw & Hrzán argumentieren, dass Korrekturen an Genitalien im Kontext von Schönheitsoperationen, die für sie ebenfalls unter die Definition der WHO von FGM fallen, keine Berücksichtigung in Statistiken finden.

## Demografie der Betroffenen
In ethnischen Gruppen, in welchen die Beschneidung weiblicher Genitalien Tradition hat, ist meist die große Mehrzahl aller Frauen betroffen. Das Beschneidungsalter variiert von Gruppe zu Gruppe: Manche Mädchen werden schon in der ersten Lebenswoche, manche erst in der Pubertät oder bei der Eheschließung beschnitten. Die meisten Mädchen sind zum Zeitpunkt des Eingriffes zwischen vier und zwölf Jahre alt. Oft findet die Beschneidung zu Beginn der Pubertät statt und ist dann Teil eines Initiationsritus, der den Übergang zum Erwachsenenalter markiert. Erwachsene Frauen werden manchmal kurz vor der Eheschließung oder auch noch danach einer Beschneidung unterzogen. Dies liegt dann meist darin begründet, dass dem Ehemann oder der Schwiegermutter die bestehende Genitalbeschneidung als nicht ausreichend erscheint.
Je jünger die Mädchen sind, desto geringer sind zum einen ihr Kenntnisstand und zum anderen ihre Chance, sich gegen den Eingriff zu wehren oder sich ihm gar zu entziehen. Laut Zahlen von UNICEF findet die Beschneidung von Frauen in der ländlichen Bevölkerung afrikanischer Staaten in der Regel mehr Unterstützung als in der städtischen. Als Grund hierfür wird der – insbesondere für Frauen – geringe Zugang zu Schulbildung auf dem Land angesehen. Damit gehen ein stärkeres Festhalten an Traditionen und eine größere soziale Kontrolle als in der Großstadt einher. Die gesellschaftliche Abhängigkeit und das Fehlen einer ökonomischen Perspektive sind demnach auch die tragenden Faktoren, welche eine Beendigung der Praktiken erschweren.
Sozialwissenschaftler – wie erstmals 2003 die Anthropologie-Professorin und WHO-Mitarbeiterin Carla Makhlouf Obermeyer – stellten in anderen Untersuchungen dagegen fest, dass es in der Durchführungshäufigkeit keine Unterschiede gebe, die auf einem anderen intellektuellen Niveau beruhen. Lediglich die Art und Weise unterscheidet sich: In gebildeteren Kreisen ist der Trend zur sogenannten Medikalisierung, also der Durchführung der Beschneidung in Krankenhäusern oder durch professionelles medizinisches Personal und unter hygienischeren Bedingungen zu beobachten. Generell halten über 90 Prozent der Betroffenen an der Tradition fest und nur etwa vier Prozent wollen die Beschneidungen an ihren eigenen Töchtern nicht durchführen lassen. Manche gebildete Frauen entschließen sich auch im Erwachsenenalter noch selbst dazu, beschnitten zu werden. Hierbei werden allerdings nicht extreme Beschneidungsformen (wie z. B. die Infibulation) gewählt.

## Gründe der Beschneidungs- und Verstümmelungspraxis

### Tradition

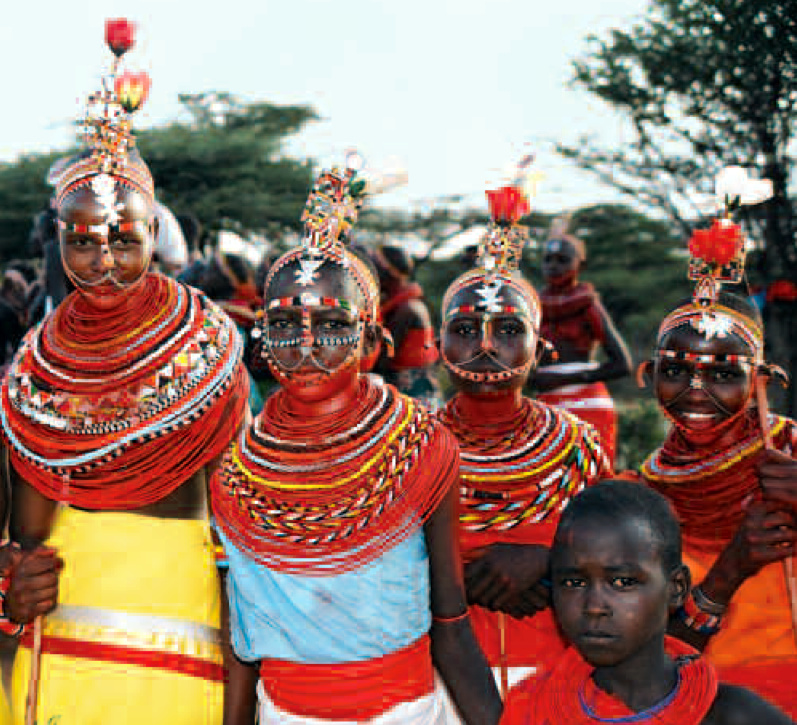
Beschneidungszeremonie bei den Samburu im Rift Valley (Kenia)

Tradition wird als wichtigster Grund für diese Praxis angenommen. Weil die Beschneidung seit langer Zeit und an praktisch allen Frauen der praktizierenden Gruppe durchgeführt wird, betrachten sie die Beschneidung als festen Bestandteil ihrer kulturellen Welt.
Wie L. Leonard 1996 über die Praxis im Tschad berichtete, werde die Beschneidung (female circumcisionals) als feierlicher Initiationsritus begangen, bei dem ein Mädchen im Mittelpunkt stehe und offiziell als erwachsene Frau anerkannt wird. Mit der Beschneidung einher gingen oftmals verschiedene Rituale und Unterweisungen, die dem Mädchen das kulturelle Wissen ihrer Gemeinschaft vermitteln sollen. Die Beschneidung selbst könne demnach als Teil dieses Übergangs zum Erwachsensein aufgefasst werden: Die Jugendliche lerne, Schmerzen zu ertragen und ihren Körper kontrollieren zu können. Das Vorliegen der Beschneidung diene als Symbol dafür, dass die Frau diesen Prozess durchlaufen hat, ein integraler Bestandteil ihrer Kultur ist und deren Werte teilt. Laut S. M. James symbolisiere die weibliche Genitalverstümmelung (James gebrauchte 1998 den Ausdruck female circumcision/genital mutilation) bei den Kikuyu in Kenia eine Neugeburt, wobei das Mädchen hierbei nicht als Kind ihrer Eltern geboren werde, sondern als Kind des gesamten Stammes. Die Bedeutung von Beschneidung als Initiationsritus ist in den letzten Jahren deutlich rückläufig. Beschneidungen werden tendenziell in einem jüngeren Alter des Mädchens, insbesondere im Säuglingsalter durchgeführt, was mit dem Schulbesuch, verstärkter Aufklärung Jugendlicher und auch mit dem Verbot der Praxis in einigen Ländern zusammenhängt. Jüngere Mädchen besitzen weniger Kenntnisse zu FGM und sind entsprechend weniger in der Lage, sich der Praxis zu entziehen oder rechtliche Schritte zu unternehmen. So gibt es nach Angaben von Terre des Femmes in Indonesien inzwischen vermehrt Kliniken, die die Entbindung mit FGM gleich nach der Geburt eines Mädchens inklusive des Stechens der Ohrlöcher im Paket anbieten.

### Soziale und wirtschaftliche Gründe
Nicht beschnittene Mädchen riskieren, sozial ausgegrenzt zu werden. Beschnittene Genitalien gelten in den praktizierenden Gemeinschaften als eine notwendige Voraussetzung für Heirat. Eine Untersuchung im Sudan stellte fest, dass – mit steigender wirtschaftlicher Abhängigkeit von Männern – Frauen besonders darauf bedacht sind, ihre Heiratsfähigkeit aufrechtzuerhalten sowie ihre Ehemänner sexuell und reproduktiv zufrieden zu stellen, um Scheidung zu verhindern. In Zeiten wirtschaftlicher Unsicherheit riskieren Eltern sehr selten, ihre Töchter unbeschnitten zu lassen.
In einer Umfrage in Ägypten gaben Eltern an, dass Mädchen zunehmend länger zur Schule gehen und Frauen aufgrund der wirtschaftlichen Umstände außerhalb des Heims arbeiten müssen. Weibliche Genitalbeschneidung wurde als Schutz angesehen, weil Begleitung nicht immer möglich sei. Zudem erklärten einige Eltern, dass Ehemänner zunehmend und über viele Jahre hinweg als Wanderarbeiter tätig sind und dass Beschneidung Frauen vor Unehre schütze, indem sie ihre sexuellen Bedürfnisse beruhige.

### Medizinische Mythen
Mitunter existieren dramatische, medizinisch falsche Vorstellungen, die mit dem unbeschnittenen Zustand bestimmte Probleme verbinden.
So werden für den Fall, dass eine Beschneidung unterlassen wird, negative Konsequenzen für die Gesundheit und Fruchtbarkeit der Frau angenommen und ebenso für die Gesundheit des Geschlechtspartners und der von ihr geborenen Kinder. Nach diesen Vorstellungen wird die Klitoris als Organ angesehen, das den Ehemann oder das Kind sogar töten kann, wenn es während des Geschlechtsverkehrs bzw. während der Geburt berührt werde. Der vermeintlichen Gefährlichkeit entsprechend existieren im Ägyptischen Ausdrücke wie „Wespe“, „Stachel“ oder „Exzess“, um die Klitoris zu beschreiben.
Auch existieren Mythen, nach denen weibliche Genitalien ohne Beschneidung weiter wüchsen und etwa die Klitoris die Größe eines Penis erreichen könne.

### Ästhetische Vorstellungen
Weil die Beschneidung in den praktizierenden Gemeinschaften eine alte Tradition ist, werden reduzierte oder infibulierte Genitalien dort als normal angesehen. Eine nicht beschnittene Vulva wird daher oftmals als unästhetisch betrachtet. Die Umgestaltung der Genitalien, entsprechend einem kulturell geprägten Schönheitsideal, kann ein Grund für die Beschneidung sein. Die Vulva soll schmal und glatt erscheinen, hervorstehende Hautpartien werden als unästhetisch bewertet. Laut Sozial- und Kulturwissenschaftlerin Kathy Davis gehören Verschönerung, Erhabenheit über die Scham sowie der Wunsch, sich anzupassen, zu den Hauptbegründungen, welche von afrikanischen Frauen, die Operationen an den weiblichen Genitalien befürworten, vorgebracht wurden.
Regional liegen unterschiedliche, traditionell verankerte Vorstellungen vor: So nehmen einige Ethnien die Klitoris als Überbleibsel des männlichen Penis wahr, eine Entfernung derselben verstärkt also nach dieser Vorstellung die weiblichen Aspekte der Frau. Auch können abstehende Teile der Genitalien wie die Labien als nicht benötigte, hässliche Überbleibsel gesehen werden, deren Entfernung den Körper abrunde und somit schöner und auch erotischer mache.
Sexuelle Vorlieben – Trockener Sex
Vor allem in Regionen südlich der Sahara ist sogenannter trockener Sex verbreitet. Zum einen werden Körperflüssigkeiten an oder in dem weiblichen Genital als abstoßend und beim Geschlechtsverkehr entstehende Geräusche und Gerüche durch die Feuchtigkeit als peinlich empfunden. Zum anderen soll eine geschwollene, trockene Vagina, die durch Enge auch an einem weniger großen Penis zu zusätzlicher Reibung während der Penetration führt, den Lustgewinn des Mannes steigern. Diese Vorliebe in Kombination mit dem Ideal einer durch FGM geschlossenen, abgerundeten Vulva führt zu einer Zunahme an Eintrittsmöglichkeiten für vielfältige Infektionskeime, HIV eingeschlossen, da so Verletzungen regelmäßig vorkommen. Lubrikationsmangel aufgrund der eingeschränkten sexuellen Reaktionsfähigkeit der beschnittenen Frau oder durch die Praxis, durch Einführen von adstringierenden Kräutern oder anderen Substanzen in die Scheide diese trockenzulegen, setzt den natürlichen Teilschutz vor Infektionen in einem geschmeidigen, feuchten Scheidenklima außer Kraft.

### Unterdrückung der weiblichen Sexualität
Weibliche Genitalverstümmelung kann die sexuelle Lust stark einschränken und die betroffene Frau unter anderem unfähig machen, einen Orgasmus zu erleben. Weiterhin macht sie den Geschlechtsverkehr für die Frau oft umständlich und schmerzhaft. Die Verringerung der sexuellen Reaktion einer Frau durch das Entfernen der Klitoris und der Labia minora werden in praktizierenden Kulturen als positiv bewertet, da angenommen wird, dass durch den Eingriff sexuell aktives Verhalten, das der Familienehre schaden könne, reduziert werde. Darüber hinaus ist Infibulation ein konkreter Nachweis von Jungfräulichkeit. Somit kann die Beschneidung als Mittel betrachtet werden, die voreheliche Jungfräulichkeit der Frau und ihre Treue in der Ehe sicherzustellen. Im Hinblick auf das Geschlechterverhältnis werde mittels FGM versucht, einen möglichen Kontroll- und Machtverlust des Mannes zu verhindern, der zustande kommen kann, wenn es ihm nicht gelingt, seine unbeschnittene Partnerin sexuell zu befriedigen.
Feministische Autorinnen in den 1970er Jahren sahen in der Kontrolle und Unterdrückung der weiblichen Sexualität einen wesentlichen Grund für weibliche Genitalverstümmelung. Eine Frau werde auf ihre bloße Reproduktionsfunktion reduziert.
Diese Sichtweise wurde von einigen Autoren hinterfragt, nachdem seit den 1990er Jahren einige Fachveröffentlichungen eine differenziertere Betrachtungsweise nahegelegt hatten. Befürworter der Praxis weisen darauf hin, dass die Verstümmelung weiblicher Genitalien in der Regel von Frauen praktiziert und gefordert werde, während die Männer in den praktizierenden Kulturen oftmals gar keine klare Präferenz für beschnittene Frauen äußerten. Dieses Phänomen wird aus psychoanalytischer Sicht auf die psychische Traumatisierung infolge des Eingriffs zurückgeführt, die einen lebenslangen Versuch zur Folge hat, den im Schmerzgedächtnis gespeicherten Schmerz zu vermeiden. Hieraus resultieren Entwicklungshemmungen u. a. bezüglich der Fähigkeit, Empathie zu entwickeln. Ein Empathieverlust aufgrund von psychischer Traumatisierung tritt gewöhnlich dann auf, wenn die eigene Leiderfahrung einer anderen Person zugefügt wird. Auch sprechen sich beispielsweise in Somalia mehrheitlich Männer und Stammesälteste für eine Heirat mit einer beschnittenen Frau aus. Sie argumentieren, dass beschnittene Frauen weniger eigenwillig und leichter zu lenken seien, was Janna Graf auf die psychische Traumatisierung der Frauen zurückführt.

### Religion
Eine Erwähnung weiblicher Genitalbeschneidung wurde in einem griechischen Papyrus in Ägypten, circa 163 v. Chr., gefunden. Die Praktiken sind somit älter als das Christentum und der Islam. Dennoch wird oft geglaubt, dass diese Praxis im Islam begründet ist.
Muslime bilden weltweit die größte religiöse Gemeinschaft, die weibliche Beschneidung praktiziert, aber auch Christen, äthiopische Juden und Anhänger traditioneller Religionen ist diese Praxis verbreitet. Diese leben in etwa 28 afrikanischen und arabischen Ländern. In Staaten wie Ägypten, Sudan, Somalia und Eritrea wird weibliche Genitalverstümmelung häufig unter Berufung auf religiöse Gründe praktiziert. In anderen muslimisch geprägten Ländern wie Syrien, Irak, Jordanien, Saudi-Arabien, Iran und den meisten nordafrikanischen Staaten ist diese Praxis hingegen nicht verbreitet. Muslime aus Ländern, in denen weibliche Beschneidung praktiziert wird, nennen zunächst religiöse Gründe, gefolgt von Argumenten zur Keuschheit von Mädchen, die ebenfalls religiös motiviert sind. Schließlich werden auch hygienische und wissenschaftliche Rechtfertigungen angeführt. Muslime aus Ländern ohne diese Tradition zeigen sich häufig überrascht über deren Existenz in muslimischen Gesellschaften. Hinweise auf religiöse Empfehlungen, etwa durch Aussagen des Propheten Muhammad werden in solchen Fällen oft mit Ablehnung oder Unglauben aufgenommen und mitunter als Verleumdung des Islam betrachtet. Auch im Judentum wird die Beschneidung religiös begründet. In dieser Hinsicht bestehen hinsichtlich der Begründung zwischen islamischer und jüdischer Auffassung Parallelen.
In Sierra Leone mit seiner zu 3/4 muslimischen Bevölkerung sind 90 Prozent aller Frauen beschnitten, und zwar hauptsächlich nach Typ II; die Beschneidung wird von muslimisch und von christlich geprägten ethnischen Gruppen mit Ausnahme der Kreolen praktiziert. Die Praxis geht auf vorchristliche und vorislamische Zeit zurück. In den Ländern, in denen die Mädchenbeschneidung üblich ist, nehmen vor allem ungebildete Gläubige häufig an, sie sei religiös vorgeschrieben. Im Islam ist dies je nach Auslegung auch Lehrmeinung (siehe Vorkommen im Islam).
Allgemein gibt es Religionsvertreter, die sich für die Beschneidung aussprechen, solche, die sich nicht dazu äußern, und andere, die sich dagegen einsetzen. In Kenia ist die traditionalistische Mungiki-Gruppierung im Zusammenhang mit erzwungenen Beschneidungen in den Medien bekannt geworden.

### Vorkommen im Islam
Der Koran erwähnt weder die Beschneidung von Frauen noch diejenige von Männern. Die Sure 95, 4 lautet: „Wahrlich, Wir haben den Menschen in bester Form erschaffen.“ Sie wird von hadithkritischen Muslimen verwendet, um die Beschneidung als grundlegend unislamisch zu kennzeichnen. Einige Minderheiten im Islam rechtfertigen die Genitalbeschneidung unter Berufung auf einige wenige Hadithe. Hierbei handelt es sich allerdings oft um eine bestimmte Eingriffsform, die sogenannte „leichte Beschneidung“ (arabisch الخفاض القليل, DMG al-ḫifāḍ al-qalīl). Bei dieser Beschneidungsart findet ein Entfernen des äußerlich sichtbaren Teils der Klitorisvorhaut statt. Wenige andere Gelehrte rechtfertigten als chafd / خفض / ḫafḍ oder chifad / خفاض / ḫifāḍ allerdings auch die Teilamputation der Klitoris oder sogar die Klitoridektomie. Schädlichere Formen wie die Infibulation werden vom Islam in keiner Weise legitimiert, auch sind keine islamischen Rechtsquellen vorhanden, die eine Beschneidung der kleinen oder großen Schamlippen erwähnen.
Sunnitische Auffassung über die Jahrhunderte
Im sunnitischen Islam gab es unterschiedliche Haltungen gegenüber der Beschneidung von Frauen, von erlaubt bis verboten. In manchen Werken der islamischen Jurisprudenz, wie in al-Fatawa l-Hindia wird die Beschneidung der Frau als Sunna oder edle Tat bezeichnet. Allerdings fand die Beschneidung der Frau nur in solchen Ländern Beachtung, in denen sie schon in vor-islamischer Zeit verwurzelt war. In anderen Ländern wurden jene Meinungen, welche die Beschneidung der Frau befürworteten, entweder ignoriert oder waren den Muslimen unbekannt. Gelehrte, die die Beschneidung der Frau befürworten, berufen sich eher auf die Hemmung von sexuellen Bedürfnissen als auf die kanonischen Schriften.
Generell gilt für die Malikiten die Beschneidung als empfehlenswert, für die Hanafiten wie auch für manche Hanbaliten ist sie ehrenhaft (makruma), die Schafiiten erklären sie explizit zur religiösen Pflicht. Der am häufigsten zitierte Hadith im Zusammenhang mit der Beschneidung von Frauen gibt eine Diskussion zwischen Mohammed und Umm Habiba (oder Umm ʿAtiyya) wieder (das Hadith der Beschneiderin). Diese Frau war als Beschneiderin von Sklavinnen bekannt und gehörte zu den Frauen, die mit Mohammed immigriert waren. Nachdem er sie entdeckt hatte, soll er sie gefragt haben, ob sie immer noch ihren Beruf ausübe. Sie soll dies bejaht und hinzugefügt haben: „Unter der Bedingung, dass es nicht verboten ist und du mir nicht befiehlst, damit aufzuhören“. Mohammed soll ihr darauf erwidert haben: „Aber ja, es ist erlaubt. Komm näher, damit ich dich unterweisen kann: Wenn du schneidest, übertreibe nicht (lā tunhikī), denn es macht das Gesicht strahlender (aschraq) und es ist angenehmer (ahzā) für den Ehemann“. Nach anderen Überlieferungen soll Mohammed gesagt haben: „Schneide leicht und übertreibe nicht (aschimmī wa-lā tunhikī), denn das ist angenehmer (ahzā) für die Frau und besser (aḥabb) für den Mann“. (Andere Übersetzung: „Nimm ein wenig weg, aber zerstöre es nicht. Das ist besser für die Frau und wird vom Mann bevorzugt.“ – „Die Beschneidung ist eine Sunna für die Männer und Makruma für die Frauen.“) Dieser Hadith wird allerdings als ḍaʿīf (schwach) bezeichnet und geht somit wahrscheinlich nicht auf Aussagen Mohammeds zurück. Diejenigen, die diesen Hadith anerkennen, interpretieren ihn unterschiedlich. Eine Ansicht besagt, dass sich das „ist besser für die Frau und wird vom Mann bevorzugt“ auf das „zerstöre nicht“ bezieht. Mohammed hätte dann mit der vorislamischen Tradition nicht brechen wollen, bevorzugte selbst aber deren Unterlassung. Eine andere Deutung geht davon aus, dass es sich um ein „Makruma“ handelt, eine freiwillige ehrenvolle Tat, deren Unterlassung nicht bestraft wird – im Gegensatz zur Sunna, die ein alle Muslime verbindendes Brauchtum darstellt, das eingehalten werden soll.
In jüngerer Zeit distanzieren sich zunehmend islamische Gelehrte von dieser Praxis, indem sie die Authentizität traditioneller Quellen in Frage stellen und Ansätze aus westlicher Psychologie sowie Sexualwissenschaft mit einer islamisch-anthropologischen Hermeneutik verknüpfen. Im Jahr 2005 organisierte der in Österreich lebende Tarafa Baghajati in Wien eine international beachtete Veranstaltung, bei der die Praxis aus islamischer Sicht als unzulässig bewertet wurde. Ein Jahr später, 2006, initiierte die deutsche Menschenrechtsorganisation Target eine Konferenz in Kairo mit islamischen Gelehrten, auf der eine Fatwa gegen die Genitalverstümmelung verabschiedet wurde. Darin wurde die Praxis als „ererbte Unsitte“ bezeichnet, der jegliche islamische Legitimation abgesprochen wurde. 2009 bezeichnete der zu diesem Zeitpunkt prominenteste sunnitischer Rechtsgelehrte, Yusuf al-Qaradawi die Genitalverstümmelung als ein „Werk des Teufels“.
2008 wurde die Beschneidung von Frauen von der al-Azhar-Universität verboten.

## Durchführung

### Ausführende Personen

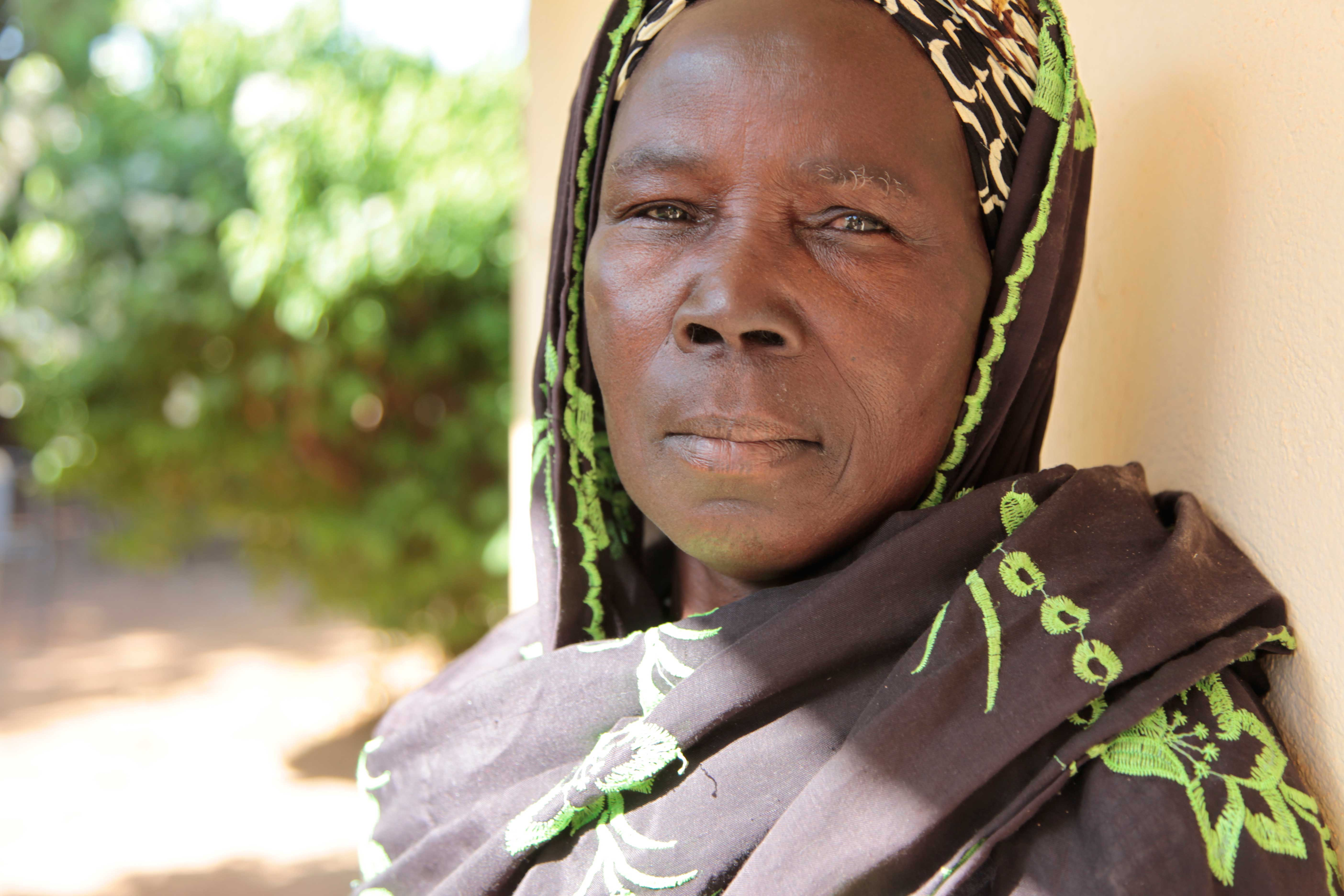
Ehemalige traditionelle Beschneiderin aus Burkina Faso, die monatlich etwa fünf Mädchen im Alter von sechs Jahren verstümmelte. Sie wurde zu einem Jahr Haft und einer empfindlichen Geldstrafe verurteilt

Laut der im Rahmen einer Übersichtsarbeit aus dem Jahr 2013 analysierten Studien wurden 52,7 % der Eingriffe durch traditionelle Geburtshelferinnen, 16 % durch Ärzte, 14 % durch ältere Frauen, 6,1 % durch traditionelle Heiler und Heilerinnen, 5,8 % von Pflegepersonal, 2,1 % von Barbieren und 3,3 % von Familienangehörigen durchgeführt. In den entsprechenden Kulturen ist der Beruf der Beschneiderin eine angesehene Tätigkeit, die der Familie der Beschneiderin ein relativ hohes Einkommen sichert. Laut Melanie Bittner sei davon auszugehen, dass Familien mit höherem sozioökonomischen Status häufiger medizinisches Personal für FGM in Anspruch nehmen. Außerdem erhöhe ein städtisches Milieu die Chance, durch Gesundheitsbildungsprojekte über die Gefahren von FGM unterrichtet zu werden und deshalb, wenn überhaupt, den Eingriff von medizinisch Ausgebildeten durchführen zu lassen, was allerdings in nur wenigen Ländern legal ist.

### Traditionelle Techniken
Traditionelle Beschneidungen finden außerhalb von Krankenhäusern unter unhygienischen Bedingungen statt. Bei traditioneller Durchführung werden die Betroffenen meistens nicht narkotisiert und haben so starke Schmerzen, dass sie von mehreren Erwachsenen festgehalten werden müssen. Es ist dokumentiert, dass das Ertragen des Schmerzes als wichtiger Bestandteil der Zeremonie als Vorbereitung für die Rolle als Ehefrau und Mutter in der Gesellschaft der Rendille angesehen wird. Als Werkzeuge werden (Spezial-)Messer, Rasierklingen, Scheren oder Glasscherben verwendet. Oft werden mehrere Mädchen mit demselben Werkzeug beschnitten, was das Infektionsrisiko und das Risiko der Übertragung von Krankheiten erhöht, von Infektions- und Geschlechtskrankheiten bis zu HIV. Zum Wundverschluss werden Akaziendornen, Bindfaden, Schafdarm, Pferdehaar, Bast oder Eisenringe verwendet. Substanzen wie Asche, Kräuter, kaltes Wasser, Pflanzensäfte, Blätter oder Wundkompressen aus Zuckerrohr sollen die bei der Beschneidung der äußeren weiblichen Geschlechtsorgane meist auftretende starke Blutung stoppen.

### Medikalisierung
Mit dem Begriff „Medikalisierung“ wird eine Bandbreite von Modifikationen des Eingriffs bezeichnet, die dazu dienen sollen, einige negative gesundheitliche Folgen der Beschneidung zu verringern. Der Begriff orientiert sich dabei an einem westlichen Verständnis von Medizin. Der Anteil an Beschneidungen, der unter solchen Bedingungen erfolgt, ist in den verschiedenen Ländern unterschiedlich hoch.
Die Medikalisierung kann durch viele verschiedene Modifikationen erfolgen und von kleinen bis zu sehr weitgehenden Veränderungen reichen. Eine Möglichkeit ist es, Beschneiderinnen zusätzlich auszubilden, beispielsweise über weibliche Anatomie. Alternativ kann die Operation von Geburtshelferinnen, Arzthelferinnen oder Krankenschwestern durchgeführt werden, die eine wissenschaftlich medizinische Ausbildung durchlaufen haben. Der höchste Grad an Medikalisierung wäre die Durchführung durch Ärzte. Des Weiteren sind hygienische Bedingungen sowohl am Ort der Durchführung als auch bei den verwendeten Instrumenten entscheidend für den Medikalisierungsgrad. Die Verabreichung von Antibiotika und Tetanus-Spritzen vermag das gesundheitliche Risiko des Eingriffs deutlich zu verringern. Lokalanästhesie oder Vollnarkose können traditionelle Mittel zur Schmerzlinderung ersetzen. Bei auftretenden Komplikationen kann Zugang zu medizinischer Versorgung angeboten werden.
Ägypten, Dschibuti und Sudan gelten als Länder mit einem hohen Grad an Medikalisierung der Beschneidungen. In Ägypten, wo 47,5 Prozent der Beschneidungen von Ärzten durchgeführt werden, konzentriert sich diese Medikalisierung allerdings auf städtische Regionen. Gründe hierfür sind neben der höheren Verfügbarkeit des Zugangs zu Ärzten das städtische Milieu, welches die Chance erhöht, durch Bildungsprojekte über die Gefahren der Beschneidung unterrichtet zu werden. Wenn die entstehenden Mehrkosten von den Familien selbst gedeckt werden müssen, haben ärmere Frauen weniger Chancen auf Medikalisierung als Betroffene aus wohlhabenderen Schichten.
Untersuchungen zeigten, dass sich, besonders bei den leichteren Formen der Beschneidung, die Komplikationen und Todesfälle durch medizinische Ausbildung und hygienischere Bedingungen stark verringern lassen. So konnte in einer Untersuchung in Nordkenia gezeigt werden, dass bereits präventive Tetanus-Impfungen und prophylaktische Gabe von Antibiotika sowie die Anweisung, neue sterile Rasierklingen für den Eingriff zu benutzen, das Risiko von Kurzzeitfolgen um 70 Prozent senken konnten. Durch eine Anästhesie wird die Beschneidung für die Betroffenen schmerzärmer.
Die Medikalisierung der Beschneidungen ist hinsichtlich ihres politischen und humanitären Nutzens umstritten.

## Gesundheitliche Folgen
Die Folgen hängen vom Typ der Beschneidung, ihren Durchführungsbedingungen und dem allgemeinen Gesundheitszustand des Mädchens oder der Frau ab. Besonders folgenschwer ist die Infibulation.

### Akute Komplikationen
Akute Komplikationen sind in der Regel auf unzureichende hygienische und technische Bedingungen zurückzuführen. So kann es zu hohem Blutverlust (Hämorrhagie) kommen, der, sofern er nicht gestillt wird, bis zum Schock führen kann. Durch Keime kann es zu lokalen und generalisierten Infektionen (z. B. HIV-Infektion), Verletzung benachbarter Organe und Tod kommen. Eine schlechte Wundvernähung kann Narbenbildung begünstigen. Probleme, die sich unmittelbar nach der Beschneidung einstellen können, sind Sepsis, Stenose sowie die Bildung von Fisteln oder Zysten. Weiterhin können Komplikationen wie Infekte des Harntraktes und Störungen der Blasenentleerung (Dysurie) auftreten. Besonders in Afrika ist ein klinisches Operationsumfeld selten vorhanden, sodass es hier häufig zu Komplikationen kommt, die bis zum Tod führen.

### Langfristige Folgen

#### Einschränkung des sexuellen Empfindens
Die Klitoris ist mit einer hohen Dichte an Nervenendungen ausgestattet und daher besonders berührungsempfindlich und empfänglich für sexuelle Reize. Durch das Entfernen von sensitivem klitoralem Gewebe kann es zu einer reduzierten sexuellen Stimulierbarkeit kommen, entsprechend ist auch die Fähigkeit eingeschränkt, einen Orgasmus zu erleben. Die gesamte Klitoris ist allerdings größer als der sichtbare Teil und besteht zum überwiegenden Teil aus Strukturen, die von den äußeren Schamlippen verdeckt sind.
Negative Auswirkungen auf das Sexualleben zeigten sich vor allem für die Infibulation (Typ-III-Beschneidung). Bei einer Typ-III-Beschneidung kann es durch die Verengung des Scheidenvorhofes und Narbenbildung zu Schmerzen beim Vaginalverkehr kommen, eine sogenannte Dyspareunie, beziehungsweise die Möglichkeit der Penetration eingeschränkt sein. Eine Befragung von 300 infibulierten sudanesischen Frauen und 100 sudanesischen Männern ergab, dass es zwischen drei und vier Tagen, aber auch bis zu einigen Monaten dauern kann, bis der verengte Scheidenvorhof so geweitet ist, dass der Geschlechtsverkehr normal vollzogen werden kann. In etwa 15 Prozent gelingt eine Weitung durch Penetrierung dauerhaft nicht, so dass das Paar (in der Regel heimlich) eine Geburtshelferin zu Hilfe nehmen muss. Allerdings war es in den vergangenen Jahrzehnten im Sudan immer mehr in Mode gekommen, dass sich Frauen nach der Geburt eines Kindes den Scheidenvorhof durch Nähen wieder verengen lassen. Dies hängt damit zusammen, dass die Frau dann wieder jungfräulich wirkt. Einige Frauen berichteten auch, dass sie bei verengtem Scheidenvorhof mit ihren Rest-Genitalien am ehesten Lust empfinden können.
Der unverzerrten wissenschaftlichen Erfassung von Auswirkungen verschiedener Beschneidungen auf die Sexualität steht entgegen, dass Daten diesbezüglich nur aus Befragungen gewonnen werden können. Gerade in den betroffenen Regionen stellt sich eine Befragung der Frauen jedoch als schwierig dar, da diese kulturell bedingt nicht sonderlich dazu geneigt sind, mit Fremden über ihre sexuellen Empfindungen und Probleme offen zu sprechen. Somit stützen sich viele Studien auf die Aussagen einiger weniger Probandinnen, deren Repräsentativität fraglich ist. Auch die Frage der Vergleichbarkeit steht aus: Da der Eingriff oft vor der Pubertät erfolgt, kennt die Mehrzahl der betroffenen Frauen nur die Sexualität aus der Perspektive des beschnittenen Zustands. Weiterhin ist die Einschätzung sowohl von Schmerz als auch von sexueller Lust vom kulturellen Hintergrund mitgeprägt, die Übertragung von westlichen Konzepten ist nicht ohne weiteres möglich. Entsprechend kommen die Studien zu diesem Thema zu sehr unterschiedlichen Ergebnissen.
Die Sozialpsychologin Hanny Lightfoot-Klein vermutet, dass bei infibulierten Frauen die physiologischen Funktionen zwar beschädigt oder stark herabgesetzt, aber nicht aufgehoben sind. Dies könne bis zu einem gewissen Grad wahrnehmungsphysiologisch kompensiert werden. Entscheidend sei die Tatsache, dass fast alle befragten Frauen unbeschnittene Sexualität nicht kennen und dass viele der befragten Frauen in einer harmonischen Beziehung leben. So würden viele infibulierte Frauen berichten, dass sie Lust und sogar einen Orgasmus empfinden können. Andere berichteten, dass sie infolge der pharaonischen Beschneidung (Infibulation) den Mann nicht fühlen können.
Zu einem ähnlichen Ergebnis kommt eine Befragung am Research Center for Preventing and Curing Complications of FGM/C in Italien. Insgesamt nahmen 137 Frauen, die von unterschiedlichen Formen der Genitalverstümmelung betroffen waren, an der Studie teil. 91 Prozent der infibulierten Frauen gaben in einem strukturierten Interview an, Sex als lustvoll zu empfinden, 8,57 Prozent erlebten regelmäßig einen Orgasmus. Von der Gruppe der Frauen mit leichteren Formen der Beschneidung gaben 86 Prozent an, Sex als lustvoll zu empfinden, 69,23 Prozent erlebten regelmäßig einen Orgasmus. Die Autoren betonen, dass auch bei infibulierten Frauen zumindest rudimentäre erogene Zonen bestehen blieben. Es solle notfalls im Rahmen einer Sexualtherapie darauf hingewirkt werden, dass infibulierte Frauen, die bisher keinen Orgasmus empfinden können, durch Wahrnehmungsänderungen diese Fähigkeit erlernen. Laut dieser Befragung sei die negative Wahrnehmung von FGM durch westliche Frauen und Männer für einzelne Emigrantinnen, die in Europa leben, nicht förderlich, da dies zu einer negativen Einstellung zum eigenen Körper und dessen Orgasmusfähigkeit führen kann.
Eine in der Edo-Region in Nigeria durchgeführte Studie, die 1836 beschnittene Frauen mit einer unbeschnittenen Kontrollgruppe verglich, fand keine signifikanten Unterschiede zwischen beschnittenen und unbeschnittenen Frauen bezüglich der Häufigkeit des Geschlechtsverkehrs, des Erlebens sexueller Erregung und der Häufigkeit eines Orgasmus. 71 Prozent der beschnittenen Frauen wurden nach Typ I, 24 Prozent nach Typ II beschnitten, es lagen also überwiegend mildere Beschneidungsformen vor. Der Befund, dass die Orgasmusfähigkeit bei beschnittenen Frauen mit der von unbeschnittenen Frauen vergleichbar ist, könne daran liegen, dass die Klitoris tief ins Innere des Körpers reicht und je nach Eingriff nur der äußere Teil entfernt wird. Die Psychologin Gillian Einstein mutmaßt, dass nach der Beschneidung durch Prozesse der neuronalen Plastizität eine neurobiologische Umstrukturierung stattfinde: Die Erregungsfunktion des entfernten Gewebes werde durch umliegende Strukturen übernommen.
Demgegenüber zeigte eine Untersuchung an den Maternal and Childhood Centers in Ägypten, dass weibliche Genitalverstümmelung einen negativen Einfluss auf das psychosexuelle Leben der betroffenen Frauen hat. 250 Patientinnen der Kliniken wurden zufällig ausgewählt, befragt und gynäkologisch untersucht; davon waren 80 % beschnitten. Die Patientinnen mit FGM berichteten signifikant häufiger über Dysmenorrhoe (80,5 %), Trockenheit der Vagina während des Geschlechtsverkehrs (48,5 %), Mangel an sexuellem Verlangen (45 %), weniger Initiative beim Sex (11 %), weniger Vergnügen beim Sex (49 %), weniger Orgasmen (39 %) und Schwierigkeiten beim Erreichen von Orgasmen (60,5 %) als unbeschnittene Frauen. Andere psychosexuelle Probleme wie Dyspareunie und Verlust des Interesses am Vorspiel erzielten allerdings keine statistische Signifikanz. Eine andere ägyptische Studie fand, dass Betroffene mit FGM Typ II und Typ III (Entfernung der Klitoris und der inneren Schamlippen) eine signifikant verminderte Orgasmusfähigkeit hatten und über deutlich weniger sexuelle Erregung und Verlangen berichteten als die Kontrollgruppe. Betroffene mit FGM Typ I (Entfernung der Klitorisvorhaut und des Frenulums) erzielten niedrigere Werte als unbeschnittene Frauen, diese Ergebnisse waren allerdings nicht signifikant. Ein Zusammenhang zwischen FGM und eingeschränkten sexuellen Funktionen wurde auch in einer Untersuchung, an der 130 saudi-arabische Frauen mit FGM und 130 unbeschnittene Frauen teilnahmen, vorgefunden. Die Frauen füllten eine arabische Übersetzung des Female Sexual Function Index aus, und die Werte der beiden Gruppen wurden miteinander verglichen. Frauen mit FGM hatten signifikant niedrigere Werte in den Kategorien Erregung, Lubrikation, Orgasmus, Befriedigung sowie im Gesamtergebnis. Nur in der Kategorie Schmerz gab es keine signifikanten Unterschiede.
Eine 2012 erschienene systematische Übersichtsarbeit und Metaanalyse von 15 Studien mit insgesamt 12.671 Teilnehmerinnen aus sieben Ländern zeigte, dass beschnittene Frauen häufiger über Dyspareunie, die Abwesenheit von sexuellem Verlangen und über weniger sexuelle Befriedigung berichten als Frauen ohne FGM.

#### Komplikationen bei Geburten
In einer 2006 veröffentlichten Studie der Weltgesundheitsorganisation, an der 28.393 Schwangere aus sechs afrikanischen Ländern teilnahmen, ergaben sich Zusammenhänge zwischen dem Beschneidungsgrad und dem Auftreten von Komplikationen während der Geburt. Für die Studie wurden Daten zu Schnittentbindungsraten, Blutverlust, Dauer des Krankenhausaufenthalts sowie Geburtsgewicht, Kinder- und Müttersterblichkeit und dem Zustand der Kinder unmittelbar nach der Geburt („Wiederbelebungsrate“) erhoben. Unterschiede zeigten sich in allen Variablen, außer für das Geburtsgewicht. Das Risiko war für beschnittene gegenüber unbeschnittenen Frauen tendenziell erhöht. Eine signifikante Abweichung zeigte sich jedoch oft nur für Typ-II und Typ-III-Beschnittene, während sich Typ-I-Beschnittene nicht signifikant von unbeschnittenen Frauen unterschieden.
Ein Zusammenhang zwischen FGM und negativen materno-fetalen Auswirkungen wurde im Rahmen einer 2011 erschienenen Untersuchung festgestellt. 4800 schwangere Frauen, davon 38 % mit verschiedenen Typen von FGM, wurden über einen Zeitraum von vier Jahren untersucht. Die Hospitalisationsdauer war bei Frauen mit FGM länger als bei Frauen ohne FGM. Bei beschnittenen Frauen kam es außerdem häufiger zu verzögerten Geburten, Kaiserschnitten, nachgeburtlichen Blutungen, frühen Todesfällen bei Neugeborenen sowie Hepatitis-C-Infektionen.
Frauen mit FGM Typ III bedürfen einer besonderen Betreuung während der Schwangerschaft und Geburt. Eine elektive Defibulation idealerweise um die 20. Schwangerschaftswoche reduziert die Wahrscheinlichkeit eines Dammrisses und vermeidet die Notwendigkeit, die Defibulation oder eine vordere Episiotomie während der Wehen durchzuführen. Wie jede Operation muss sie unter adäquater Anästhesie durchgeführt werden, entweder unter Narkose oder mit Spinalanästhesie. Eine unzureichende Analgesie (Schmerzunempfindlichkeit) könnte hier traumatische Flashbacks verursachen, d. h. ein inneres Wiedererleben des extremen Schmerzzustands bei und nach der betäubungslosen Beschneidung. Durch die Vermeidung einer verstärkten Reaktivierung dieses Traumas wird das Risiko reduziert, dass ein Kaiserschnitt erforderlich wird.
Eine Studie von 2009 in einer gynäkologischen Lehrklinik in der Schweiz ermittelte die Wünsche von 122 schwangeren Patientinnen mit FGM im Kontext der Schwangerenvorsorge und der Entbindung und ihre anschließende Zufriedenheit. Die meisten stammten aus Somalia, dem Sudan und Äthiopien und waren Opfer von Infibulation. Als Kontrollgruppe dienten 110 schwangere Frauen ohne FGM. Ein weiteres Ziel war, festzustellen, ob die beiden Gruppen unterschiedliche fetale und mütterliche Outcomes hatten. 6 % der infibulierten Patientinnen wünschten eine vorgeburtliche FGM-Defibulation, 43 % eine Defibulation während der Wehen, 34 % wünschten die Defibulation während der Wehen nur dann, wenn dies als medizinisch notwendig erachtet wurde. 17 % der Frauen waren nicht in der Lage, ihre Erwartungen zu äußern. Von den 122 Frauen wollten vier nach der Entbindung wieder eng verschlossen werden, weitere zwei wünschten ein weniger enges Verschließen. Alle Patientinnen wurden darüber aufgeklärt, dass keine erneute Infibulation vorgenommen wird, da das in der Schweiz verboten ist.
Hinsichtlich des fetalen Ergebnisses, des mütterlichen Blutverlustes oder der Dauer der Geburt gab es keine Unterschiede zu den Frauen der Kontrollgruppe. Die FGM-Patientinnen hatten allerdings signifikant häufiger einen Notfall-Kaiserschnitt und vaginale Risse dritten Grades, dafür weniger Risse ersten und zweiten Grades.
76 % der Patientinnen waren mit dem Management zufrieden oder sehr zufrieden. Nicht zufrieden waren die, deren Wünsche nach einem erneuten Verschluss nicht erfüllt wurden, und solche, die unter Komplikationen litten. 12 % der Patientinnen wollten die Frage nach ihrer Zufriedenheit nicht beantworten. Abschließend wird in der Publikation formuliert, dass ein interdisziplinärer Ansatz sowohl ein optimales vorgeburtliches und intrapartales Management als auch die Prävention von FGM bei den Töchtern unterstützt, die so geboren werden.
In einer 2020 veröffentlichten Studie über Entbindungen bei insgesamt 1086 Somalischen und Sudanesischen Frauen in einer Klinik in Saudi-Arabien gab es 455 Kaiserschnittgeburten (42 %). Von den 631 Frauen mit vaginaler Entbindung hatten 27 % Typ III FGM/C und entbanden mit Defibulation, während 73 % keinen Typ III FGM/C hatten und ohne Defibulation entbanden. Demographische und klinische Faktoren waren zwischen den beiden Gruppen, die vaginal entbanden, ähnlich. Die Geburtsverläufe unterschieden sich nicht, außer in Bezug auf den Einsatz von Instrumenten und den mütterlichen Blutverlust. Es kam zu keiner spontanen Ruptur der Infibulationsnarbe vor der geplanten Defibulation. In Ländern anderer Kulturerdteile, in denen Genitalverstümmelungen an Mädchen und Frauen nicht üblich sind, ist dieses Verfahren wenig bekannt, das medizinische Personal ist möglicherweise nicht darauf vorbereitet, Frauen mit Infibulation zu versorgen, insbesondere in Notfallsituationen, was zur Folge haben kann, dass bei solchen Geburten die Infibulationsnarbe aufgerissen wird.

#### Unfruchtbarkeit
In einer Studie mit etwa 280 Frauen, die 2003 und 2004 an zwei Krankenhäusern in Khartum untersucht wurden, waren 99 als unfruchtbar erkannt worden. Diese wurden verglichen mit einer Kontrollgruppe von 180 erstmals schwangeren Frauen. Es fand sich ein fast signifikant erhöhtes Risiko für beschnittene Frauen, unfruchtbar zu sein, wobei das anatomische Ausmaß der Verstümmelung entscheidend ist für einen Einfluss auf die Fruchtbarkeit. Der Befund widerspricht dem Glauben vieler Menschen in praktizierenden Ländern, Genitalverstümmelung fördere die Fruchtbarkeit von Frauen.

#### Sonstige gesundheitliche Folgen
Bei Infibulationen kommt es durch die Verengung der Vaginalöffnung häufig zu einem Stau des Menstruationsblutes, das (wie der Urin) nur tropfenweise und stockend abfließen kann. Derartige Menstruationsbeschwerden führen zu einer Potenzierung der Infektionsneigung, da sich Menstruationsblut und Urin stunden- oder tagelang anstauen können und sich so der pH-Wert der Vagina ins Alkalische verschieben kann, wodurch Infektionen begünstigt werden. Infibulierte Frauen stellen somit eine Risikogruppe dar und bedürfen daher besonderer Aufmerksamkeit in der Gesundheitsversorgung.
Eine an einer nigerianischen Stichprobe durchgeführte Studie fand, dass beschnittene Frauen im Vergleich zu einer unbeschnittenen Kontrollgruppe signifikant häufiger an Unterleibsschmerzen, Infekten des Reproduktionstrakts und genitalen Ulcera leiden und häufiger über gelbe vaginale Absonderungen berichten.
Eine Untersuchung an 5337 beschnittenen Frauen in Mali und 1920 Betroffenen in Burkina Faso zeigte, dass FGM mit einer Reihe langfristiger Komplikationen assoziiert ist. Im Gegensatz zu den meisten anderen Studien, die sich auf Selbsteinschätzungen der Betroffenen stützen, wurden in dieser Untersuchung Beobachtungen medizinischer Fachkräfte verwendet. Danach nimmt die Wahrscheinlichkeit von Komplikationen mit dem Ausmaß der Verstümmelung zu. Viele der Komplikationen wie etwa Keloide, Blutungen und Verdickung der Vagina sind auf die durch die Verstümmelung verursachte Narbenbildung zurückzuführen. Beschnittene Frauen haben zudem ein signifikant höheres Risiko, bei der Entbindung einen Dammriss zu erleiden, weil das Gewebe aufgrund der Vernarbung an Elastizität verloren hat. FGM hängt außerdem mit Symptomen zusammen, die auf genitale Infekte hindeuten.
Ob und auf welche Weise die Beschneidung einen Einfluss auf die Übertragung von Geschlechtskrankheiten haben kann, ist umstritten. Während einige Studien erhöhte HIV-Raten unter beschnittenen Frauen feststellten, fanden andere Studien keinen Zusammenhang oder sogar reduzierte Infektionsraten. So können auch demografische oder Verhaltensfaktoren als moderierende Faktoren wirken, um komplexe Zusammenhänge zu erklären.
UNICEF, die Frauenrechtsorganisation Terre des Femmes und der deutsche Berufsverband der Frauenärzte (BVF) organisierten im Jahr 2005 unter den Gynäkologen eine Umfrage zur Situation beschnittener Mädchen und Frauen in Deutschland. Hierzu wurde der Verbandszeitschrift „Frauenarzt“ in der Ausgabe vom Januar 2005 ein Fragebogen beigelegt und zur Beteiligung aufgerufen. 493 Antworten gingen ein, dies entspricht einer Rücklaufquote von 3,73 Prozent. Die Befragung ergab unter anderem, dass rund 15 Prozent der beschnittenen Patientinnen jener Gynäkologen, die sich an der Umfrage beteiligten, über chronische Schmerzen klagten.

## Chirurgische Rekonstruktion
Mit den Methoden der plastischen Chirurgie lassen sich die Folgen der Beschneidung teilweise wieder rückgängig machen. Dabei werden zuvor entfernte Strukturen wie der externe Teil der Klitoris oder die Schamlippen neu aus bestehendem Gewebe modelliert. Die Klitorisrekonstruktion verfolgt das Ziel, das nach Beschneidung gebildete, schmerzhafte und unsensible Narbengewebe zu entfernen und unvernarbte Klitorisstrukturen freizulegen. Hieraus wird eine neue Klitoriseichel („Neoglans“) geformt. In einer Kohortenstudie wurde die Entwicklung von 866 beschnittenen Frauen untersucht, die sich in den Jahren von 1998 bis 2009 einer Rekonstruktionschirurgie unterzogen hatten. Die meisten Frauen berichteten ein Jahr nach der Rekonstruktion von verringerten Beschwerden und Verbesserungen im sexuellen Empfinden. Bei einer Deinfibulation – also der Rückoperation einer Infibulation – können sich neue psychosoziale Belastungen für die Frau ergeben. Die Gynäkologin Sabine Müller erläuterte diese gegenüber Deutschlandfunk:

„Selbstverständlich kann man immer De-Infibulation, das Öffnen der Scheide, anbieten, aber man muss dann vorher sehr gut beraten, was passiert; zum Beispiel hat dann diese Frau wieder einen Harnstrahl. Das könnte für sie unter Umständen sehr unangenehm sein und stigmatisieren, weil: Ihre Verwandten und Freundinnen haben keinen Harnstrahl. Wenn man zum Beispiel auf zwei nebeneinander gelegene Toiletten geht, im öffentlichen Bereich, und dann könnte die eine das bei der anderen hören, und dann würde sich die Frau, deren Harnstrahl man hört, unendlich schämen. Das ist für viele Frauen ein sehr starker Beweggrund, das nicht machen zu lassen.“

Dan mon O’Dey, Privatdozent und Vertreter der Deutschen Gesellschaft der Plastischen, Rekonstruktiven und Ästhetischen Chirurgen (DGPRÄC), gründete 2014 in seiner Funktion als Chefarzt am Luisenhospital Aachen ein Zentrum für Rekonstruktive Chirurgie weiblicher Geschlechtsmerkmale, nachdem er sich u. a. auf Intimchirurgie und die Rekonstruktion der Geschlechtsorgane von genitalverstümmelten Frauen spezialisiert und darüber veröffentlicht hatte. O’Dey entwickelte eigene operative Verfahren zur Rekonstruktion, insbesondere nach Klitoridektomie und Vulvektomie.
In einem Interview beim Missionsmagazin kontinente teilte er mit, dass er „im Sinne der Patientinnen eher von Genitalbeschneidung“ denn von -verstümmelung spreche, weil die Patientinnen wüssten, „dass der Eingriff kulturell verwurzelt ist“, und deswegen „oftmals Schwierigkeiten“ hätten, „eine Menschenrechtsverletzung darin zu sehen“. Es sei „ein Prozess, die Dinge unter diesem Gesichtspunkt zu betrachten und sie auch so zu benennen“. O’Dey war eigenen Angaben zufolge in Tansania und suchte mit den Massai das Gespräch über Genitalverstümmelung, unter anderem, weil er „mehr über den kulturellen Hintergrund verstehen“ wollte.
Unter dem Titel Legt die Messer weg! berichtete das Missionsmagazin 2017 über die Bemühungen in Kenia, mit Hilfe der einheimischen Bevölkerung gegen die weibliche Genitalverstümmelung anzutreten, und stellte eine gesonderte Fotostrecke zur Verfügung.

## Aufklärungskampagnen und Abschaffungsbestrebungen

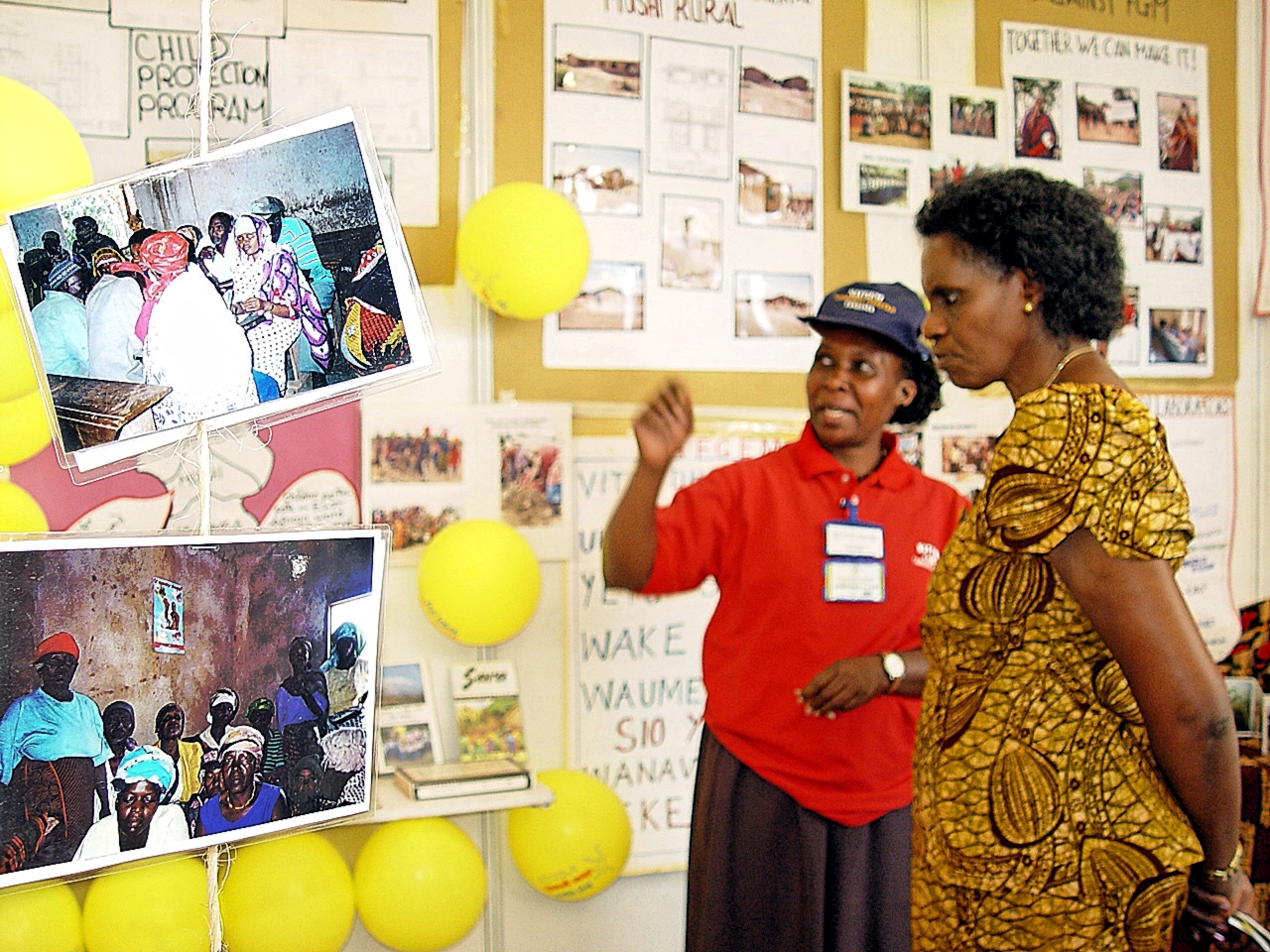
Ein Mitglied der Tanzania Civil Society präsentiert Informationsmaterial vor Mitgliedern des Parlaments in Dodoma, Tansania. Die Tanzania Civil Society wird von der US-amerikanischen Entwicklungsbehörde USAID unterstützt.

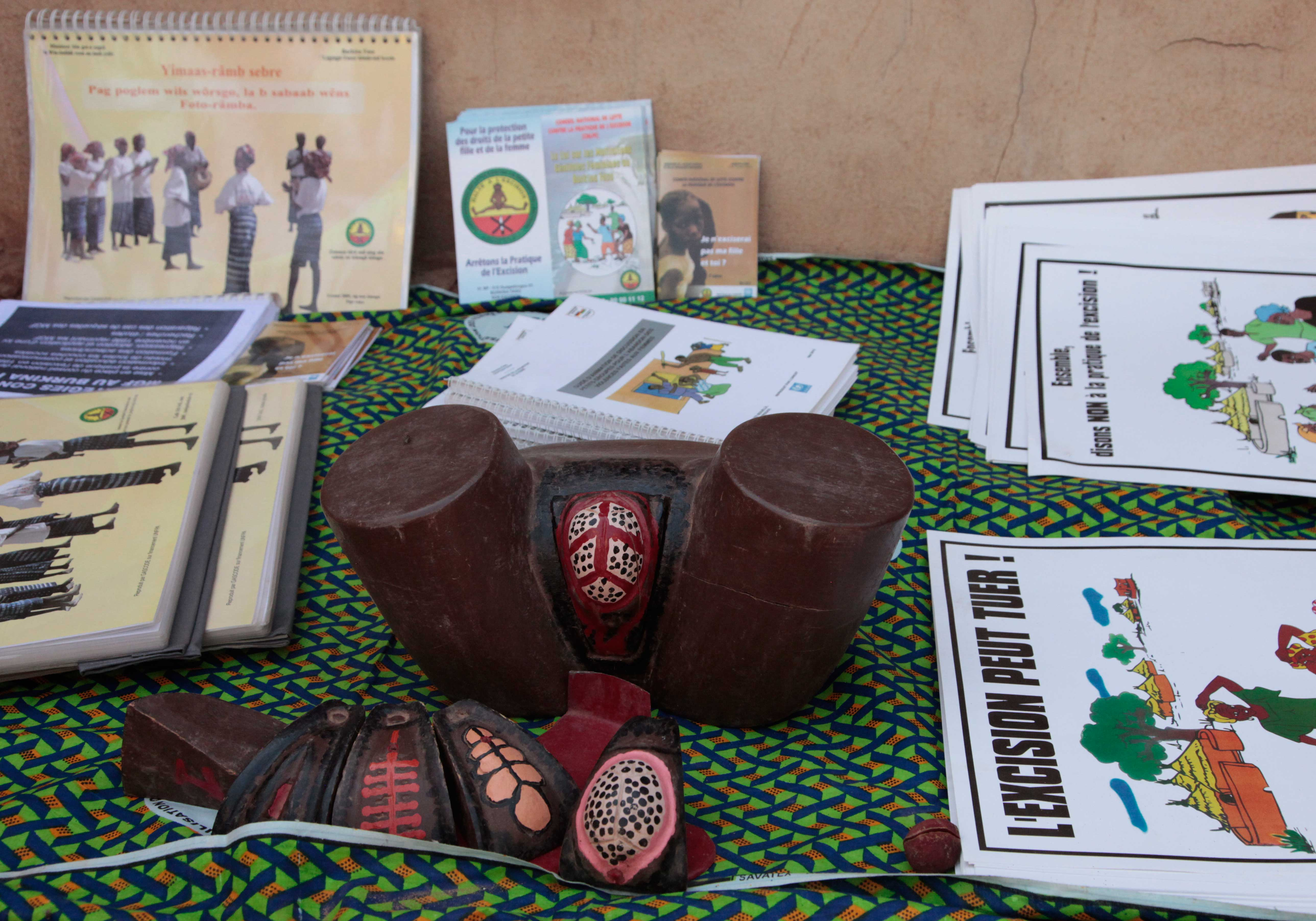
Materialien zur Aufklärung

Bereits im frühen 20. Jahrhundert versuchten Kolonialverwaltungen die Frauenbeschneidung als heidnisches Ritual zu bekämpfen, wobei das Vorgehen von der jeweiligen Kolonialmacht abhängig war. Während beispielsweise die französische Kolonialverwaltung die Beschneidung duldete, wurde sie von britischer Seite schon früh bekämpft, so in Kenia seit den 1930er Jahren und im Sudan seit den 1940er Jahren. Anthropologische Berichte aus den Kolonien existieren seit dieser Zeit, im Bewusstsein der europäischen Öffentlichkeit spielte das Thema jedoch lange Zeit praktisch keine Rolle. Im Zuge der in den 1970er Jahren erstarkten Frauenbewegung und als Folge der sexuellen Befreiung der 1960er Jahre änderte sich der Blick auf die weibliche Sexualität und den weiblichen Orgasmus. Die Klitoris wurde gegenüber der Vagina zunehmend in ihrer Bedeutung hervorgehoben, sexuelle Lust gegenüber der Fortpflanzungsfunktion der Sexualität betont. Mit der zunehmenden Betonung der Bedeutung der Klitoris für die weibliche Sexualität wurde diese zu einem politischen Symbol, als „Metapher für die Selbstbestimmung der Frau“. Die bis dahin als exotisch und randständig betrachtete Praktik wurde nun ein zentrales Anliegen des Feminismus; als frontaler Angriff auf die weibliche Sexualität verstanden wurde die Frauenbeschneidung zum Inbegriff für Patriarchat und Unterdrückung. Eine breitere Öffentlichkeit wurde im Jahr 1994 durch den Bericht der Feministin Fran P. Hosken – der später als „Hosken-Report“ bekannt wurde – auf das Thema aufmerksam. Der vorherigen nahezu vollständigen Nichtbeachtung folgten eine extensive und teilweise stark emotional gefärbte Berichterstattung der Medien sowie zahlreiche Bücher (starke Resonanz erfuhr etwa die Autobiographie Wüstenblume von Waris Dirie 1998), die die Frauenbeschneidung verurteilten. Infolge der Berichterstattung – und diese wiederum verstärkend – setzte ein gegen die Praktik agierender Aktivismus ein, der vorerst von Frauen- und Menschenrechtsgruppen sowie kleineren NGOs getragen wurde. Zunehmend nahm sich die Politik des Themas an, große übernationale Organisationen wie die WHO oder die UNO setzten sich für die Bekämpfung der Frauenbeschneidung ein, und in den meisten westlichen Ländern wurde die Beschneidung unter teilweise strenge Strafe gestellt. Der 6. Februar wurde auf eine Initiative der Nichtregierungsorganisation Inter-African Committee on Traditional Practices Affecting the Health of Women and Children (IAC) aus dem Jahre 2003 zum „Internationalen Nulltoleranztag gegen Verstümmelung weiblicher Genitalien“ erklärt, um auf das Thema regelmäßig und weltweit aufmerksam zu machen und für die Abschaffung der Praktiken zu werben.
Inzwischen haben fast alle agierenden Parteien im westlichen Kulturraum eine ablehnende Haltung zur weiblichen Genitalverstümmelung eingenommen und befürworten deren Abschaffung. Die vorgebrachten Kritikpunkte sind dabei unter anderem:
- die negativen gesundheitlichen Konsequenzen für die betroffenen Frauen sowie eine erhöhte Säuglingssterblichkeit bei der Geburt;
- die vielfältigen psychosomatischen Folgeschäden, z. B. posttraumatisches Belastungssyndrom;
- unhygienische und medizinisch unverantwortliche Vorgehensweise während der Verstümmelung mit erhöhten Infektions- und Blutungrisiken bis hin zum Tod;
- die Unterdrückung der Frau durch sexuelle Kontrolle, also die Einschränkung ihrer Fähigkeit, sexuelle Lust zu empfinden;
- allgemein eine Verletzung der Menschenwürde und des Rechts auf körperliche Unversehrtheit durch einen medizinisch nicht notwendigen Eingriff ohne Einwilligung (informed consent) der Betroffenen.

Die zwischen 1997 und 2003 als UN-Sonderbotschafterin gegen die Beschneidung weiblicher Genitalien tätige Waris Dirie lehnt Begründungen mit Kultur, Tradition oder Religion gänzlich ab. Die Beschneidungspraxis bezeichnet sie als Genitalverstümmelung („female genital mutilation“), Folter („torture“) und Verbrechen („crime“).
Internationale Organisationen wie die UNICEF und die Weltgesundheitsorganisation streben seit den 1990er Jahren die vollständige Abschaffung der Beschneidung weiblicher Genitalien an. Auch zahlreiche lokale Organisationen und Initiativen in Ländern mit Beschneidungstradition sowie die Schulbehörden arbeiten auf dieses Ziel hin, vor allem, indem sie nicht nur die Praktizierenden, sondern auch die Bevölkerung über die mit der Beschneidung verbundenen negativen Auswirkungen informieren. Dies hat dazu geführt, dass verschiedene ethnische Gruppen und Dorfgemeinschaften die Abschaffung der Praxis erklärt haben. In einer Reihe von afrikanischen Ländern wurde die Beschneidung weiblicher Genitalien auch gesetzlich verboten; die Umsetzung dieser Verbote ist jedoch von Land zu Land unterschiedlich und oft lückenhaft.

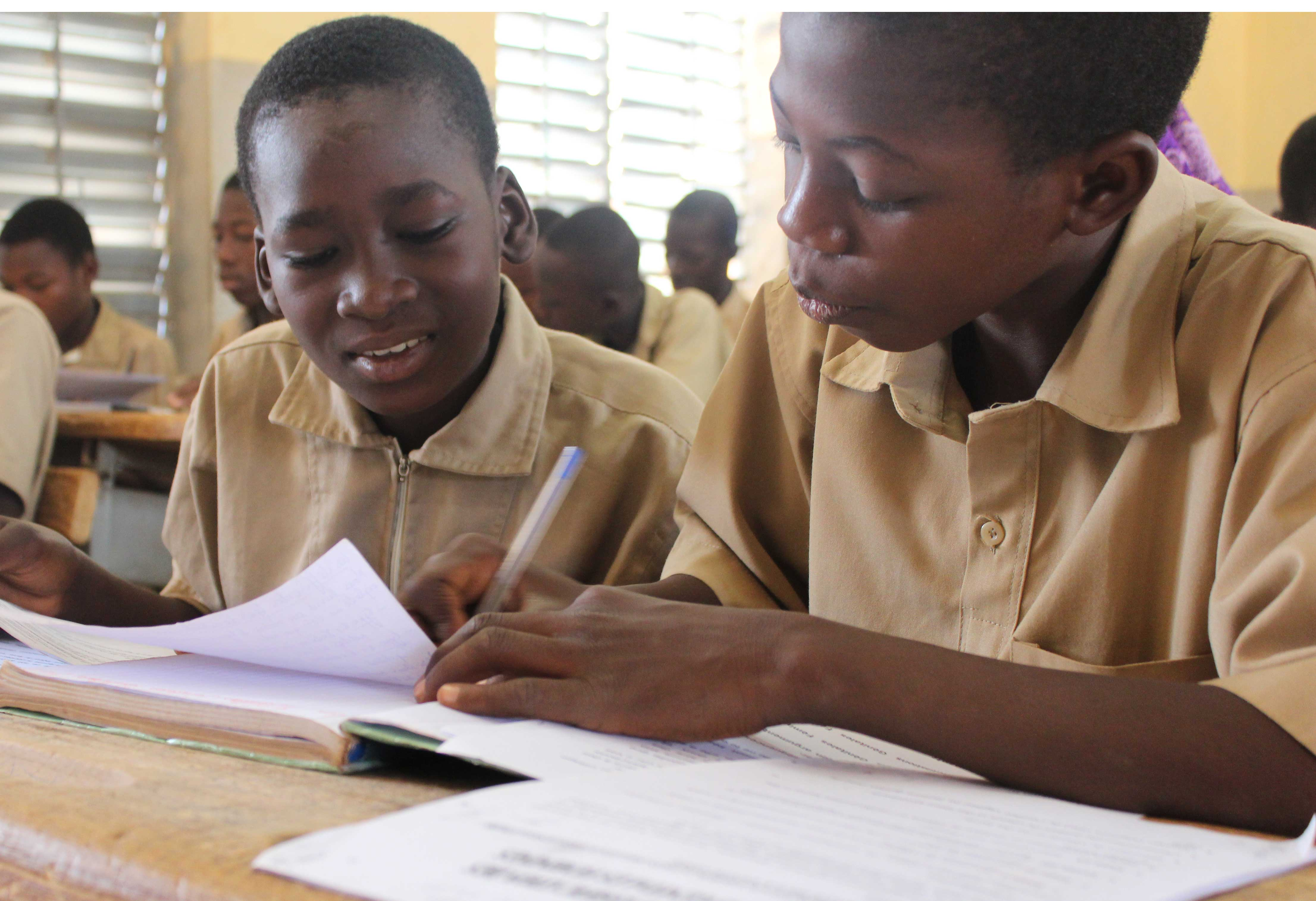
Aufklärungsunterricht gemäß Schulcurriculum in Burkina Faso

Ein weiterer Ansatz besteht darin, alternative Berufsmöglichkeiten für die traditionellen Beschneiderinnen zu schaffen. Allerdings kehren manche Beschneiderinnen trotz solcher Programme wieder zu ihrer früheren Tätigkeit zurück, da diese hoch angesehen, gut bezahlt und weiterhin nachgefragt wird.
Am 20. Dezember 2012 hat die UN-Vollversammlung einstimmig eine Resolution verabschiedet, die die Mitgliedsstaaten zur Verstärkung ihrer Anstrengungen für eine vollständige Beendigung weiblicher Genitalverstümmelung auffordert.

### Ächtung mittels islamischer Rechtsgutachten
Mehrere Initiativen versuchen, die Praxis der Mädchen- und Frauenbeschneidung mittels islamischer Rechtsgutachten (Fatwas) zu ächten. Zum Beispiel initiierte Rüdiger Nehberg am 22. und 23. November 2006 eine internationale Konferenz von Islam-Gelehrten in der al-Azhar-Universität Kairo. Die Gelehrten beschlossen, dass die Beschneidung weiblicher Genitalien nicht mit der Lehre des Islam vereinbar sei:

„Die Genitalbeschneidung bei Frauen ist eine ererbte Unsitte (…) ohne Grundlage im Koran respektive einer authentischen Überlieferung des Propheten (…). Daher müssen die Praktiken unterbunden werden in Anlehnung an einen der höchsten Werte des Islam, nämlich den Menschen unbegründet keinen Schaden zufügen zu dürfen (…). Vielmehr wird dies als strafbare Aggression gegenüber dem Menschengeschlecht erachtet (…). Die Legislativ-Organe sind aufgefordert, diese grausame Unsitte als Verbrechen zu deklarieren.“

Im Einzelfall solle jedoch den Medizinern die Entscheidung über die Beschneidung überlassen bleiben. Der Verein TARGET e. V. des im Jahr 2020 verstorbenen Rüdiger Nehberg hat die Ergebnisse der Konferenz in dem Buch Das goldene Buch zusammengefasst. Dieses soll Vorbeter und Religionsführer informieren und sie dazu animieren, die Beschneidung der weiblichen Genitalien nicht gutzuheißen. Transportiert wird die Botschaft, dass Weibliche Genitalverstümmelung eine Sünde und nicht vereinbar mit dem Islam sei. Das erklärte Ziel von TARGET e. V. ist es, „Das Goldene Buch“ in den 35 Ländern, in denen die Weibliche Genitalverstümmelung noch üblich ist, gratis an die Vorbeter der Moscheen zu verteilen, damit sie das Buch als Grundlage ihrer Predigt nutzen können. Auch Universitäten, Koranschulen oder Frauenrechtsgruppen können das Buch auf Anfrage bei TARGET e. V. kostenlos erhalten. Die erste Auflage aus dem Jahr 2008 umfasste 10.000 Exemplare in drei Sprachen der UN (Arabisch, Französisch, Englisch) und Deutsch. Die zweite Auflage umfasste 100.000 Exemplare, gedruckt in Arabisch, Französisch und Englisch. Inhaltlich umfasst „Das Goldene Buch“ die „Fatwa von Kairo“, auszugsweise Redebeiträge hochkarätiger Islamgelehrter und Mediziner während der Konferenz sowie Informationen zu den Folgen Weiblicher Genitalverstümmelung. Um den Inhalt auch Analphabeten anschaulich zu machen, enthält das Buch zudem farbige Zeichnungen. Um die Akzeptanz und die Verbreitung des Inhalts des Buchs „Das Goldene Buch“ nachhaltig in den betroffenen Ländern zu fördern, erfolgt die Umsetzung der Kampagne durch TARGET e. V. dort stets in enger Zusammenarbeit mit hohen Religionsvertretern und Rechtsgelehrten.
Bereits im Jahre 2005 hatten islamische Gelehrte in Somalia – wo die Infibulation nahezu flächendeckend praktiziert wird – eine Fatwa veröffentlicht, die sich gegen die Beschneidung an Mädchen richtet. Im März 2009 besuchten Nehberg und Tarafa Baghajati den in Katar lebenden islamischen Rechtsgelehrten Yusuf al-Qaradawi, der als die wichtigste zeitgenössische Autorität des sunnitischen Islam gilt. In einer vom Rechtsgelehrten ausgefertigten Fatwa wird die genitale Verstümmelung von Mädchen als „Teufelswerk“ bezeichnet und verboten, da sie gegen die Ethik des Islam gerichtet sei.

### Gruppenpsychotherapieansatz nach Möller/Deserno
Ausgehend von der These, dass Initiationsrituale sowohl eine konfliktvermeidende Funktion im Kontext des sozialen Gefüges und als auch eine einschränkende bzw. zerstörerische Wirkung im Hinblick auf Individualität und Subjektivität besitzen, sollten gemäß Möller und Deserno, Psychoanalytiker und Professor für Psychologie, Projekte mit dem Ziel, weibliche Genitalbeschneidung zu beseitigen, auf die Parameter Konfliktvermeidung und individuelle Einschränkung/Zerstörung eingehen. Neben ausgeweiteter Begleitforschung der bisherigen Projekte an sich und Evaluation, wie Beschneidungen psychisch verarbeitet werden, sollten Gesprächsgruppen von Frauen und Männern initiiert werden, um eine gemeinsame Auseinandersetzung mit weiblicher Genitalverstümmelung in die Wege zu leiten. Der inhaltliche Kernpunkt ist hierbei auf das Geschlechterverhältnis zu legen, in dem die sich gegenseitig bedingenden Dimensionen von Produktion, Institution wie Stammesordnung oder Religion und Generationenverhältnis und die darin verankerte Genitalverstümmelung deutlich werden. Diese Reflexion soll dazu beitragen, das von den Autoren als ungleich eingeschätzte Geschlechterverhältnis verhandelbar zu machen. Als Orientierung für das Design der Gruppen wird das von Dan Bar-On entwickelte Konzept zur Überwindung des Nahostkonflikts zwischen Israelis und Palästinensern empfohlen.

### Wirkungen
Gemäß Zahlen der UNICEF ist in 14 von 15 untersuchten Ländern der Anteil der befragten 15- bis 49-jährigen Frauen, die die Fortführung der Beschneidung befürworten, kleiner als der Anteil derer, die selbst beschnitten sind. Vor allem in Burkina Faso – wo der Staat Bemühungen zur Abschaffung unternommen hat – ist der Anteil der Frauen, die die Beschneidung befürworten (17 %) deutlich kleiner als der Anteil der Beschnittenen (77 %). Einzig in Niger befürworten mehr Frauen (9 %) die Beschneidung, als selbst davon betroffen sind (5 %). Allerdings hat Nichtbefürwortung/Ablehnung der Praxis nicht immer zur Folge, dass die betreffenden Frauen ihre Töchter tatsächlich nicht beschneiden lassen.
Einer weiteren Untersuchung zufolge ist in neun von 16 Ländern (Äthiopien, Benin, Burkina Faso, Eritrea, Kenia, Jemen, Nigeria, Tansania und Zentralafrikanische Republik) der Anteil beschnittener Frauen in jüngeren Altersgruppen (15- bis 25-Jährige) niedriger als bei älteren Frauen, was auf einen Rückgang der Praxis hinweist; in den übrigen sieben Ländern (Ägypten, Elfenbeinküste, Guinea, Mali, Mauretanien und Sudan) gibt es kaum Unterschiede nach Altersgruppen.
In Äthiopien ist gemäß einer Untersuchung einheimischer nichtstaatlicher Organisationen die Prävalenz im Zeitraum 1997 bis 2007 landesweit von 61 auf 46 % gesunken. Am stärksten ist sie in den Regionen Tigray, Oromiyaa und im Süden sowie in den Stadtregionen Addis Abeba und Dire Dawa zurückgegangen, während in den Regionen Somali und Afar – wo die Infibulation üblich ist – kaum ein Rückgang festzustellen ist. Bei 29 ethnischen Gruppen, 18 davon in der Südregion, beträgt der Rückgang ca. 20 %. In Togo ist laut einer Studie der Regierung und der UNO die Beschneidungsrate von 1996 bis 2008 um die Hälfte zurückgegangen und liegt nun bei 7 %.
Bei Studien, die auf Umfragen beruhen, ist aber zu beachten, dass befragte Opfer möglicherweise ihre Beschneidungen verschweigen, wenn sie unter Druck gesetzt wurden, mit niemandem über das zu sprechen, was sie erlebt haben. Dadurch werden weniger Täterinnen bekannt, die in ihrem Land mit Strafverfolgung rechnen müssen. Der Rückgang ist daher möglicherweise weniger stark, als es Befragungen nahelegen.
Weltweite Aufmerksamkeit erlangte das senegalesische Dorf Malicounda Bambara, als die Einwohner 1997 die Abschaffung der Beschneidung erklärten. Seither gaben etwa 2657 Dörfer in Senegal, Guinea und Burkina Faso ähnliche Erklärungen ab. Allerdings sollen einige Bewohner dieser Dörfer die Praxis dennoch weiterführen.
Andere Untersuchungen und Daten deuten darauf hin, dass die Abschaffungsbestrebungen zwar zur Medikalisierung beigetragen haben, nicht aber zur Abschaffung der Praxis. So halten Massai in Kenia – bei denen die Beschneidung in Form der Klitoridektomie im Rahmen eines jährlichen Rituals erfolgt – mehrheitlich an dieser Tradition fest, verwenden aber mittlerweile für jedes einzelne Mädchen ein anderes Schneidwerkzeug, um die Infektionsrisiken durch Mehrfachbenutzung zu vermeiden. Nur mehr 14 Prozent der Beschneider sollen Klingen mehrfach verwenden. Auch wird die Infibulation zum Teil durch leichtere Beschneidungsformen ersetzt. Der Anteil der Eingriffe, die von medizinisch geschultem Personal und unter hygienischen Bedingungen durchgeführt werden, hat namentlich in Ägypten, Guinea, Kenia, Nigeria, Nord-Sudan und Jemen deutlich zugenommen. UNICEF führt diesen Trend zur Medikalisierung wesentlich darauf zurück, dass Kampagnen gegen Mädchenbeschneidung vor allem die Gesundheitsrisiken betont haben. Sie vertritt dazu die Ansicht, dass jegliche Beschneidung, auch mit Medikalisierung, eine mit der Würde der Frau unvereinbare Menschenrechtsverletzung darstelle und dass Kampagnen diesen Aspekt verstärkt aufgreifen sollen.
Die in verschiedenen Ländern beobachtete Tendenz, dass das Beschneidungsalter nach unten verschoben wird, ist möglicherweise ebenfalls auf die Abschaffungsbestrebungen zurückzuführen. Traditionell wurde die Beschneidung im Wesentlichen während der Pubertät oder erst im Erwachsenenalter durchgeführt. Mittlerweile werden Mädchen vermehrt bereits im Kleinkindesalter beschnitten, um die Beschneidung leichter vor den Behörden verheimlichen zu können. Zudem könnten sich Mädchen in höherem Alter, insbesondere wenn sie Schulbildung und Aufklärung erhalten haben, eher dem Eingriff widersetzen.
Existenzielle Bedrohungen in den Verbreitungsgebieten, wie extreme Armut und Kriege, tragen dazu bei, dass sowohl das Problembewusstsein bezüglich Beschneidung wie auch Kampagnen und Beendigungsstrategien in den Hintergrund treten. Befragungen von Frauen und Männern zeigten, dass unter solchen Bedingungen das Thema weder moralisch noch wissenschaftlich von großem Interesse ist.

### Kritik
Seit den Anfängen der Abschaffungsbestrebungen während der Kolonialzeit waren diese in einen Diskurs der kulturellen Überlegenheit Europas eingebettet und Teil der „Zivilisierung“ Afrikas. Ursprüngliche Bestrebungen zur Abschaffung waren oftmals religiös begründet, die Beschneidung wurde als heidnisches Ritual verurteilt und Konvertiten mussten diesen, so auch der Beschneidung, abschwören. Eine Befragung protestantischer Pastoren bei den Sara, einer Ethnie im Tschad, zeigte, dass auch heute noch der Kampf der Mission gegen die Beschneidung im Sinne einer Ausrottung lokaler Bräuche und religiöser Praktiken betrieben wird. Entsprechend wurden die Abschaffungsbestrebungen von afrikanischer Seite oftmals als ungerechtfertigte Einmischung in die eigene Kultur angesehen. Zusätzlich zu bestehenden Motiven für die Beschneidung wurde diese zum Ausdruck für die eigene kulturelle Identität, die Befürwortung der Beschneidung wurde zum Teil des Antikolonialismus.
Nachdem 1945 im Sudan ein Verbot erlassen worden war, wurden im darauffolgenden Jahr erstmals zwei Frauen deswegen vor Gericht gestellt. Der Verhandlung folgten heftige anti-koloniale Proteste, woraufhin die Kolonialverwaltung die Umsetzung des Verbots stark einschränkte. Die Beschneidung wurde anti-koloniales Symbol und Ausdruck nord-sudanesischer Nationalidentität. 1956 kam es zum Aufkommen der Ngaitana-Bewegung in Kenia, nachdem der ausschließlich männliche Gemeinderat der Stadt Meru unter dem Druck der Kolonialverwaltung einstimmig ein Verbot der Genitalbeschneidung beschlossen hatte. Dies führte dazu, dass sich bis dahin unbeschnittene Mädchen und Frauen selbst beschnitten, um gegen die Fremdbestimmung zu protestieren und ihrer körperlichen Autonomie Ausdruck zu verleihen. Die Ngaitana wurden Teil der politischen Mau-Mau-Bewegung, die in die kenianische Unabhängigkeitsbewegung mündete. Deren Führer, der spätere Präsident Jomo Kenyatta, betonte die kulturelle Bedeutung der Beschneidung.
Einige Autoren vertreten die Auffassung, dass die erfolgte Beschneidung als positiv bewerteter Teil der eigenen Identität betrachtet werde. Auch wird darauf hingewiesen, dass die Beschneidung nicht zu einer Einschränkung der weiblichen Sexualität führen muss. Die Kritik an Abschaffungsbemühungen richtet sich entsprechend gegen die als übertrieben negativ empfundene Darstellung der gesundheitlichen Risiken und der Auswirkungen auf die Sexualität der Frau. Dabei wird nicht unbedingt die Frauenbeschneidung befürwortet, jedoch der Diskurs über die Thematik kritisiert.
Heute existiert die Gegenbewegung sowohl in den betreffenden afrikanischen als auch in westlichen Ländern. Sie wird unter anderem von prominenten afrikastämmigen Frauen getragen, die selbst beschnitten sind; so zum Beispiel die an der Florida Atlantic University lehrende Kenianerin Wairimu Njambi oder Fuambai Ahmadu von der University of Chicago, die ursprünglich aus Sierra Leone stammt. Von letzterer wurde 2008 die Organisation African Women Are Free to Choose (AWA-FC) gegründet, die es sich zur Aufgabe gemacht hat, die aus ihrer Sicht stark negativ verzerrte Berichterstattung zum Thema zu versachlichen.

## Rechtliche Beurteilung

### Völkerrechtlicher Rahmen
Eine ablehnende Haltung gegenüber der Beschneidung weiblicher Genitalien kann aus Artikel 3 der Allgemeinen Erklärung der Menschenrechte – dem Recht auf Sicherheit der Person – abgeleitet werden. Der Artikel 30 der Erklärung kann als Verbot herangezogen werden, für den Fall, dass sie als Kulthandlung in Ausübung der Religionsfreiheit gemäß Artikel 18 der Erklärung ausgelegt werden sollte.
Seit 1990 verpflichtet die UN-Kinderrechtskonvention die Unterzeichnerstaaten, „alle geeigneten Gesetzgebungs-, Verwaltungs-, Sozial- und Bildungsmassnahmen [zu treffen], um das Kind vor jeder Form körperlicher oder geistiger Gewaltanwendung, Schadenszufügung oder Misshandlung […] zu schützen, solange es sich in der Obhut der Eltern oder eines Elternteils, eines Vormunds oder anderen gesetzlichen Vertreters oder einer anderen Person befindet, die das Kind betreut.“ sowie „alle wirksamen und geeigneten Massnahmen [zu treffen], um überlieferte Bräuche, die für die Gesundheit der Kinder schädlich sind, abzuschaffen.“
Gemäß Art. 13a der arabischen Charta der Menschenrechte ist „grausame und erniedrigende Behandlung“ als strafbare Handlung zu bekämpfen. Die Charta ist seit 15. März 2008 in Kraft.
Artikel 2 Buchstabe d der Kairoer Erklärung der Menschenrechte im Islam erklärt die körperliche Unversehrtheit zu einem garantierten Recht. Der Staat hat dieses Recht zu schützen und es darf nur im Rahmen der Scharia, beispielsweise zur Verhängung von Körperstrafen, gebrochen werden. Artikel 6 der Erklärung garantiert Frauen zudem ein Recht auf Würde.

### Europäische Union und andere europäische Staaten
In den Staaten der Europäischen Union ist der Eingriff als Verletzung der körperlichen Unversehrtheit eine Straftat; in Belgien, Dänemark, Großbritannien, Italien, Norwegen, Österreich, Schweden und Spanien gibt es darüber hinaus spezielle Gesetze gegen die Genitalverstümmelung. Strafprozesse sind aus Frankreich, Italien und Spanien bekannt. In jüngerer Zeit wird Flucht vor Beschneidung in europäischen Ländern zunehmend als Asylgrund anerkannt bzw. als Grund für die Anerkennung der Flüchtlingseigenschaft (siehe auch: Geschlechtsspezifische Verfolgung).

#### Deutschland

##### Strafrecht
Durch das 47. Strafrechtsänderungsgesetz vom 24. September 2013 wurde der neue § 226a Strafgesetzbuch (StGB; Verstümmelung weiblicher Genitalien) mit folgendem Wortlaut in das Strafgesetzbuch aufgenommen:

„(1) Wer die äußeren Genitalien einer weiblichen Person verstümmelt, wird mit Freiheitsstrafe nicht unter einem Jahr bestraft.
(2) In minder schweren Fällen ist auf Freiheitsstrafe von sechs Monaten bis zu fünf Jahren zu erkennen.“

Nach diesem Paragraphen macht sich die die Verstümmelung durchführende Person in jedem Fall strafbar. Der gleichfalls verwirklichte § 223 StGB wird von § 226a StGB verdrängt, mit den §§ 224, 225, 226 StGB ist Tateinheit möglich. Eltern der beschnittenen Tochter machen sich unter Umständen der Anstiftung, Beihilfe oder Mittäterschaft zu § 226a StGB strafbar. Auch eine mittelbare Täterschaft kommt in Betracht. Die Höchststrafe beträgt im Fall des ersten Absatzes gemäß § 38 StGB 15 Jahre.
Rein kosmetisch motivierte Eingriffe, wie Intimpiercings oder Schönheitsoperationen im Genitalbereich (zum Beispiel die Schamlippenverkleinerung), sollen vom Anwendungsbereich der Strafnorm ausgenommen werden.
Seit 2015 können nach § 5 Nr. 9a Buchstabe b StGB auch im Ausland begangene Taten unabhängig vom Recht des Tatorts bestraft werden, wenn der Täter zur Zeit der Tat Deutscher ist oder wenn die Tat sich gegen eine Person richtet, die zur Zeit der Tat ihren Wohnsitz oder gewöhnlichen Aufenthalt im Inland hat (seit 1. Oktober 2023 auch, wenn der Täter Ausländer ist, aber seine Lebensgrundlage in Deutschland hat). Bis 2015 machten sich Eltern, die ihr Kind ins Ausland verbrachten, um es dort mit Hilfe eines Dritten an den Genitalien verstümmeln zu lassen, in Deutschland nur dann strafbar, wenn die Tat auch am Tatort mit Strafe bedroht war (§ 7 StGB). Es war also möglich, dass in Deutschland lebende Eltern ihre Kinder in einem Land (z. B. den Sudan), das Genitalverstümmelung nicht unter Strafe stellte, an den Genitalien verstümmeln ließ, ohne dass in Deutschland strafrechtliche Konsequenzen erfolgten.
Die Verjährungsfrist dauert 20 Jahre (§ 78 Absatz 3 StGB). Der Lauf der Verjährungsfrist für weibliche Genitalverstümmelung beginnt gemäß § 78b StGB erst ab der Vollendung des 30. Lebensjahres des Opfers; bei älteren Opfern mit Beendigung der Tat.
Seit dem 15. Juli 2017 ist deutschen Staatsbürgern, die einer durch Tatsachen begründeten Annahme zufolge eine Genitalverstümmelung i. S. d. § 226a StGB vornehmen (lassen) wollen, die Ausreise zu untersagen (§ 10 Abs. 1 PassG i. V. m. § 7 Abs. 1 Nr. 11 PassG). Ihnen ist der Reisepass zu versagen (§ 7 Abs. 1 Nr. 11 PassG), zu beschränken (§ 7 Abs. 2 S. 1 PassG) oder zu entziehen (§ 8 PassG). Darüber hinaus kann angeordnet werden, dass ihr Personalausweis nicht zum Verlassen Deutschlands berechtigt (§ 6 Abs. 7 PAuswG i. V. m. § 7 Abs. 1 Nr. 11 PassG).
Bis 2013 erfüllte nach deutschem Recht die Verstümmelung weiblicher Genitalien nur den Straftatbestand der Gefährlichen Körperverletzung (§ 224 StGB), ob eine Verstümmelung weiblicher Genitalien auch als schwere Körperverletzung (§ 226 StGB) gewertet werden konnte, war nicht abschließend geklärt. Eine Erhöhung des Strafrahmens kam in Frage, wenn (insbesondere bei der Verstümmelung der Geschlechtsteile minderjähriger Frauen beziehungsweise Mädchen) auch noch eine Misshandlung von Schutzbefohlenen § 225 StGB in Idealkonkurrenz gegeben war.
Eine wirksame (also rechtfertigende) Einwilligung ist auszuschließen. Falls ein Arzt das infibulierte Genital einer Frau für die Geburt operativ öffnet und danach wieder zunäht (Refibulation), macht er sich strafbar.
Zu klären bleibt, ob die ärztliche Schweigepflicht zu Gunsten des Schutzes gefährdeter Mädchen gebrochen werden darf, so wie es bislang der Fall ist.
Im Zusammenhang mit der Diskussion um das Landgerichtsurteil zur Zirkumzision eines männlichen Vierjährigen aus religiösen Motiven sprach sich Bundesfamilienministerin Kristina Schröder 2012 dafür aus, die weibliche Genitalverstümmelung in Deutschland rechtssicher auszuschließen, da diese ein Verbrechen sei.
Im Juli 2013 wurde die Genitalverstümmelung vom Bundestag als Straftatbestand verabschiedet. Im Jahr 2009 wurde „ein Gesetzentwurf, mit dem die Verstümmelung weiblicher Genitalien als schwere Körperverletzung erfasst werden sollte“, vom Bundestag noch abgelehnt. Im Folgejahr beschloss der Bundesrat, „einen Gesetzesentwurf beim Bundestag einzubringen, dessen zentrales Anliegen die Einfügung eines § 226a [StGB] (Genitalverstümmelung) ist“. § 226a Abs. 1 StGB solle lauten: „Wer die äußeren Genitalien einer Frau durch Beschneidung oder in anderer Weise verstümmelt, wird mit Freiheitsstrafe nicht unter zwei Jahren bestraft“. Die Begründung des Gesetzentwurfes sah keinen Unterschied zwischen den Formen der Genitalverstümmelung nach der WHO-Klassifikation vor.
Nach Bernhard Hardtung (Münchener Kommentar zum Strafgesetzbuch) war eine solche Regelung „aus strafrechtsdogmatischer Sicht […] nicht erforderlich“, da eine Verstümmelung bereits vom Straftatbestand der gefährlichen Körperverletzung mittels einer Waffe oder eines anderen gefährlichen Werkzeugs nach § 224 Abs. 1 Nr. 2 StGB erfasst sei. Bei der Anhörung der Sachverständigen im Rechtsausschuss wurde von Bernhard Hardtung kritisiert, eine Sonderstrafnorm, die pauschal alle Formen der Frauenbeschneidung erfasse, würde an das Geschlecht des Tatopfers anknüpfen und nicht an Unrechtsunterschiede zwischen der Frauen- und der Männerbeschneidung. Dies sei wegen Verstoßes gegen den Gleichheitsgrundsatz und das Benachteiligungsverbot in Art. 3 GG verfassungswidrig, da die leichten Formen der Mädchenbeschneidung in ihrer Unrechtsschwere mit der Knabenbeschneidung vergleichbar seien. Der hessische Justizminister Jörg-Uwe Hahn (FDP) sprach sich andererseits für einen eigenen Straftatbestand aus, da die bestehenden Regelungen für einen effektiven Opferschutz nicht ausreichend seien.
Das Justizministerium unter Sabine Leutheusser-Schnarrenberger stellte im Mai 2013 einen Gesetzentwurf vor, nach dem die weibliche Genitalbeschneidung als eigener Straftatbestand gewertet werden sollte. Mindestens ein und höchstens 15 Jahre sollten dafür im Gesetz angedroht werden. In der Vorlage hieß es, dass es sich bei der Verstümmelung um „einen schwerwiegenden Eingriff in die körperliche Unversehrtheit“ handelte, „dem als Menschenrechtsverletzung ernsthaft begegnet werden muss.“ Mit dem Gesetz, das noch vor der Bundestagswahl im Herbst 2013 verabschiedet wurde, wurde ein eigener Straftatbestand für weibliche Genitalverstümmelung geschaffen. Vorher war nach dem Strafgesetzbuch eine Bestrafung als gefährliche Körperverletzung mit bis zu zehn Jahren Freiheitsstrafe vorgesehen. Die Frauenrechtsorganisation Terre des Femmes geht von rund 6000 bedrohten Frauen und Mädchen in Deutschland aus und forderte eine Aufnahme der Genitalverstümmelung in den Katalog der Auslandsstraftaten, da ansonsten Familien zur Beschneidung ihrer Töchter ins Ausland reisten, und diese Delikte dann nicht geahndet werden konnten, selbst wenn die Opfer ihren Wohnsitz in Deutschland hatten.

##### Familienrechtsprechung
Der für Familienrecht zuständige Senat des Bundesgerichtshofs bestätigte am 15. Dezember 2004 eine Entscheidung, nach der die Mutter einer 14-jährigen Tochter gambischer Staatsangehörigkeit daran gehindert werden darf, das Kind nach Gambia reisen zu lassen. Dies wurde damit begründet, dass in Gambia etwa 80 bis 90 Prozent aller Frauen beschnitten seien und die Mutter nicht den Eindruck gemacht habe, dass sie selbst eine Beschneidung klar ablehne. So hatte die Mutter betont, dass sie ihre Tochter hierüber selbst entscheiden lassen wolle, was angesichts des Alters des Mädchens als zweifelhaft beurteilt wurde. Dies seien nachvollziehbare Anzeichen dafür, dass die Mutter selbst nicht in der Lage sei, die immensen Gefahren einer Beschneidung für das leibliche und psychische Wohl des Kindes zu erkennen oder gar abzuwenden.
Zur weiteren Entscheidung, ob im konkreten Fall allein diese Teilentziehung des Aufenthaltsbestimmungsrechtes ausreiche, oder ob weitergehende Maßnahmen (wie z. B. eine „beaufsichtigend[e] Pflegschaft“ oder eine Verpflichtung zu regelmäßigen Kontrollen bei einem Kinderarzt) erforderlich seien, verwies der Bundesgerichtshof den Fall wieder an das vorentscheidende Oberlandesgericht zurück.
Einer anderen Familie entzog das Familiengericht Bad Säckingen am 14. September 2008 das Aufenthaltsbestimmungsrecht für ihre Tochter durch eine einstweilige Verfügung, obwohl die Familie jegliche Beschneidung ablehnte. Die Entscheidung wurde am 20. November 2008 bestätigt und allein mit dem Verweis auf die allgemein hohe Zahl beschnittener Frauen im Heimatland der Eltern, Äthiopien, begründet, wo die Tochter ihre Großeltern besuchen sollte. Das Oberlandesgericht Karlsruhe hob das Urteil später auf. Demnach sei es nicht zulässig, das Aufenthaltsbestimmungsrecht allein aufgrund eines Verweises auf eine abstrakte Gefahr einzuschränken; vielmehr müssten konkrete Anhaltspunkte für eine Gefährdung vorliegen. Da dies nicht der Fall wäre, lägen die Voraussetzungen für eine Einschränkung des Aufenthaltsbestimmungsrechts nicht vor.

##### Verfassungsrecht
Sollten Erziehungsrecht der Eltern oder Religionsfreiheit gegen das Recht auf körperliche Unversehrtheit und Menschenwürde abzuwägen sein, so geht letzteres ersterem vor. In der Begründung zum Gesetz über den Umfang der Personensorge bei einer Beschneidung des männlichen Kindes vertrat die Bundesregierung jedoch die gegensätzliche Position.

##### Ärztliches Standesrecht
Wird die Tat durch einen Arzt oder mit dessen Hilfe begangen, so kann dieser auch standesrechtlich belangt werden. Die Bundesärztekammer hat hierzu eindeutig Stellung bezogen. Zudem unterstützt die Organisation die Initiative von Terre des Femmes, in Deutschland die weibliche Genitalverstümmelung in die ICD-Klassifizierung aufzunehmen.

#### Österreich
In Österreich gilt die Verstümmelung weiblicher Genitalien als absichtliche Körperverletzung mit schweren Dauerfolgen. Im Strafrecht gibt es spezielle Normen zur Rechtswidrigkeit von Genitalverstümmelungen und zur Verjährung.
Die Unwirksamkeit der Einwilligung ist in § 90 StGB speziell geregelt. Dessen Absatz 3 lautet:

„In eine Verstümmelung oder sonstige Verletzung der Genitalien, die geeignet ist, eine nachhaltige Beeinträchtigung des sexuellen Empfindens herbeizuführen, kann nicht eingewilligt werden.“

Durch das Strafrechtsänderungsgesetz 2006 wurde außerdem die Verjährungsfrist nach § 58 Abs. 3 Ziffer 3 StGB wie für andere Sexualdelikte auch für Fälle der Genitalverstümmelungen als Delikt „gegen die sexuelle Integrität und Selbstbestimmung“ verlängert. Somit beginnt für Taten an Minderjährigen erst ab dem Erreichen des 28. Lebensjahres des Opfers die normale Frist für die Verjährung.
Seit 2012 ist Genitalverstümmelung nach § 64 Abs. 1 Z 4a StGB auch dann in Österreich strafrechtlich verfolgbar, wenn die Tat zwar im Ausland erfolgte, jedoch bestimmte Voraussetzungen vorliegen: beispielsweise wenn sich entweder der Täter oder das Opfer für gewöhnlich in Österreich aufhalten oder die österreichische Staatsbürgerschaft besitzen.

#### Schweiz
In der Schweiz wird der Tatbestand der Verstümmelung weiblicher Genitalien explizit durch den Artikel 124 des Strafgesetzbuches erfasst. Auch Personen, die im Ausland eine Genitalverstümmelung durchführen, machen sich unabhängig davon, ob die Tat im betreffenden Land legal ist, nach diesem Gesetz strafbar. Die Einwilligung der Frau zu og. Maßnahmen ist für die Strafbarkeit nicht von entscheidender Bedeutung. Kosmetische Eingriffe und Piercings werden von dem Gesetz nicht erfasst.

#### Großbritannien
Der Prohibition of Female Circumcision Act 1985 wurde von Wayland Young ins Parlament eingebracht und am 16. Juli 1985 verabschiedet. Der Female Genital Mutilation Act 2003 (2003 c. 31) verbietet es britischen Staatsbürgern, außerhalb des Vereinigten Königreichs weibliche Genitalien zu verstümmeln. Er erhöhte die Maximalstrafe von 5 auf 14 Jahre.

### Weitere Länder
In zahlreichen anderen westlichen Ländern liegen spezielle Gesetze mit dem Tatbestand „Genitalverstümmelung“ vor. Ebenso liegen in Australien und den USA gesonderte Gesetze vor. In den USA wurde von einem Gericht die drohende Beschneidung als Asylgrund anerkannt (siehe Fall Kasinga/Kassindja). In weiteren Ländern ist die weibliche Genitalbeschneidung rechtlich nicht geregelt und wird legal praktiziert oder ist verboten und wird dennoch durchgeführt.

### Hauptverbreitungsgebiete
In einigen Ländern, in denen Beschneidung traditionell verbreitet ist, bestehen gesetzliche Verbote, so in Ägypten (seit 2007 vollständiges Verbot), Benin (seit 2005), Burkina Faso (1997), Dschibuti (1995), der Elfenbeinküste (1998), Eritrea (2007), Ghana, Guinea (1969), Senegal (1999), Niger, mehreren Bundesstaaten Nigerias, in Tansania, Togo, Tschad, Uganda (2009) und der Zentralafrikanischen Republik. Ehe Sudan im Jahr 2020 ein Verbot verhängte, war lediglich die Infibulation verboten.
Die Gesetze sind im Strafgesetzbuch verankert und sehen schwere Sanktionen für diejenigen vor, die gegen das Verbot verstoßen. Allerdings sorgen die staatlichen Organe laut Einschätzung durch die GTZ (heute GIZ) nur in wenigen Ländern und Fällen für die Einhaltung der Gesetze. Auch fehlt es an Unterstützung in der Bevölkerung. In vielen Hauptverbreitungsgebieten haben große Teile der Bevölkerung keinen Bezug zu einem modernen (nationalen) Rechtssystem. Nationale Gesetze sind auf lokaler Ebene oft unbekannt, die Haltungen traditioneller Autoritäten sind für die Bevölkerung von weit größerer Bedeutung. Die Menschen identifizieren sich nicht mit der nationalen Gesetzgebung und fühlen sich somit auch nicht verpflichtet, sich danach zu richten. Die aus dem westafrikanischen Guinea stammende Aktivistin Hadja Kitagbe Kaba schätzte im Februar 2012 gegenüber Deutschlandfunk ein:

„Die Gesetze oder Polizeikontrolle bringen gar nichts. Diese Beschneidung ist bei mir verboten seit 1969. Seit 40 Jahren. Aber 90 Prozent sind beschnitten. Und dieses Jahr 100 Prozent – alle Mädchen in meiner Region sind beschnitten.“

Obwohl die ägyptische Regierung 2008 die Gesetzeslage bezüglich weiblicher Genitalverstümmelung nochmals verschärfte und nun mit einer Haftstrafe von drei Monaten bis zwei Jahren und einer Geldstrafe von 900 US-Dollar droht, bleibt es in Ägypten weiterhin erlaubt, eine Beschneidung von Mädchen und Frauen bei „medizinischer Notwendigkeit“ vorzunehmen. In Sierra Leone lehnte es das Parlament 2007 ab, die Praxis unter Strafe zu stellen.

## Vorschläge für Kompromisslösungen im Umgang mit Migrantinnen und Versuche einer Umsetzung
Die meisten westlichen Regierungen wie auch internationale Organisationen lehnen jegliche Form von Beschneidung bei Frauen ab. Dieses Verbot spiegelt sich im jeweiligen Strafrecht wider. Eine Differenzierung nach Grad der Operation und Alter des Mädchens oder der Frau gibt es nicht.
Der US-amerikanische Anthropologe Richard Shweder plädierte im Jahr 2000 für eine – nach seiner Ansicht – faire und „kultursensitive“ Kompromisslösung. Sein Ziel ist eine Annäherung zwischen den unterschiedlichen Kulturen durch Übereinkunft über unterschiedliche kulturelle Werte. Er argumentierte, die männliche Beschneidung sei im „westlichen Kulturkreis“ geduldet und werde von Medizinern offiziell durchgeführt. Dieses Vorgehen werde durch kulturell und religiös verankerte Werte gerechtfertigt, deren Änderung nicht vertretbar sei. Die Verletzung der körperlichen Integrität des Kindes gleich welchen Geschlechts hält er für hinnehmbar, soweit keine ernsten negativen Folgen zu erwarten seien. Eine Ungleichbehandlung zwischen den Geschlechtern oder den Kulturen sei jenseits von medizinischen Gründen nicht vertretbar. Eine Veränderung der Klitoris oder die Infibulation sei jedoch aufgrund der erwartbaren Folgen strikt abzulehnen. Im Fall von erwachsenen Frauen wie Männern sei jeglicher Eingriff vertretbar, sofern eine aufgeklärte Einwilligung stattfinde. Freiwilligkeit und Mündigkeit sollten gegebenenfalls über ein psychologisches Gutachten geprüft werden. Sollte eine Frau unter diesen Voraussetzungen den Eingriff wünschen, könnte ihr die Möglichkeit dazu in einem hygienischen und professionellen Rahmen gegeben werden.
Die Juristin an der britischen University of Buckingham Morayo Atoki schlug 1995 eine Gesetzesänderung für Großbritannien vor. Wichtigste Voraussetzung für die Beschneidung von Mädchen sei, neben der strengen medizinischen Regulierung der Operation, eine persönliche Einverständniserklärung. Die Beschneidung solle ab einem Alter von 16 Jahren legal erfolgen. Nach dem britischen Familienrecht sei dies das Mindestalter für kompetente und rechtsgültige Einwilligungen in medizinische Eingriffe.
Die italienische Juristin Maria Caterina La Barbera (2009) hält eine rechtliche Differenzierung zwischen den verschiedenen Typen der Beschneidung für angebracht. Rechtlich solle zwischen leichteren Formen, die sich nicht wesentlich von im Westen kommerziell angebotenen Praktiken wie Schönheitsoperationen im Intimbereich oder Intimpiercings unterschieden, und schwereren Formen wie der Infibulation differenziert werden. Letztere sollten verboten bleiben.
Der US-amerikanische Professor für Anthropologie Mwenda Ntarangwi sprach sich 2007 für eine Annäherung zwischen den Kulturen und Positionen aus. Er schlägt vor, dass beschnittene Frauen in den „Dialog“ mit Schülern und Studenten treten und zu einer offenen Auseinandersetzung anregen sollen. Die Diskussion mit als Opfer wahrgenommenen betroffenen Frauen, die wider Erwarten die Beschneidung guthießen, könne zu neuen Einsichten in eine komplexe kulturelle Thematik und mehr Verständnis für die andere Position führen.
In den Niederlanden wollte das Gesundheitsministerium 1992 eine Perforation der Klitorisvorhaut an Minderjährigen durch Ärzte legalisieren. Nach massivem öffentlichen Protest zog das Ministerium seinen Entwurf zurück. Unter anderem erklärte der Vorsitzende des Inter-African Committee on Traditional Practices Affecting the Health of Women and Children (IAC), die Legalisierung des sogenannten „Holländischen Kompromisses“ würde einen „gefährlichen Präzedenzfall“ schaffen und die „Unterjochung von Frauen“ erneut bestätigen.
1996 bot das Harborview Medical Center, ein Krankenhaus in Seattle, die Möglichkeit, einen kleinen Einschnitt an der Klitorisvorhaut vorzunehmen, den sogenannten genital nick oder ritual nick. Die Ärzte bezeichneten den Eingriff als „symbolisch“. Dabei werde kein Gewebe entfernt, ein Vernähen der Wunde sei nicht nötig und es gebe wenig oder keine Narbenbildung. Der Eingriff sei mit weniger Risiken als die männliche Beschneidung verbunden. Die Prozedur sollte unter Anwendung von Lokalanästhesie an mindestens elf Jahre alten Mädchen von ausgebildetem Fachpersonal durchgeführt werden. Vorher sollten in einem Einzelgespräch ohne Beteiligung der Eltern die Motive des Kindes überprüft sowie die Einwilligung der Eltern nach erfolgter Aufklärung eingeholt werden. Ziel war unter anderem, die illegale Durchführung von weitergehenden Beschneidungen an Mädchen außerhalb eines Krankenhauses zu verhindern und dennoch eine Option zur Wahrung der kulturellen Tradition zu schaffen. Als der sogenannte „Kompromiss von Seattle“ bekannt wurde, kam massiver Protest auf. Gegner des Vorschlags argumentierten, dass die Legalisierung der Prozedur den Fortbestand von Beschneidungstraditionen ermögliche und es häufig nicht möglich sei zu bestimmen, inwieweit das Einverständnis der Mädchen echt oder durch sozialen Druck bedingt ist. Viele Gegner missverstanden die Art des vorgeschlagenen Eingriffs: Sie glaubten, er beinhalte eine echte Beschneidung und nicht nur den symbolischen Schnitt in die Klitorisvorhaut. Einige Gegner waren zudem besorgt, dass Eltern bald weitreichendere Prozeduren fordern und Ärzte diese durchführen würden, sobald sie sich an andere Formen der weiblichen Genitalbeschneidung gewöhnt hatten. Meserak Ramsey und andere waren besorgt, schon das Diskutieren der Beschneidung weiblicher Genitalien legitimiere eine „barbarische Praxis“. Unter dem Druck der Gegner, geführt von der Abgeordneten des Repräsentantenhauses und Frauenrechtlerin Patricia Schroeder sowie Meserak Ramsey und Mariama Barrie-Diamond, bei denen als Kind Infibulation durchgeführt wurde, beendete das Krankenhaus dieses Vorgehen.
Die US-Rechtsprofessorin Doriane Lambelet Coleman bewertete 1998 den Harborview Vorschlag als weniger schädlich für die Gesundheit, das Wohlergehen und Sicherheit von Mädchen als die männliche Beschneidung schädlich für die Gesundheit, das Wohlergehen und Sicherheit von Jungen sei. Mit dem Harborview-Vorschlag gebe es zum ersten Mal eine zur männlichen Beschneidung vergleichbare Form von FGM.
Ein 2003 im Careggi Krankenhaus in Florenz gefasster Beschluss, leichte Formen der Beschneidung an erwachsenen, einwilligenden Frauen zuzulassen, führte zu ähnlichen Reaktionen. Anlass war der von mehreren afrikanischen Frauen an einen Klinikarzt herangetragene Wunsch, eine Beschneidung bei ihnen durchzuführen. Der Vorschlag wurde nach langen Diskussionen vom Ethikrat bewilligt. Dies führte zu Kritik in den Medien und Opposition zahlreicher NGOs. Die Umsetzung der Regelung wurde nachfolgend aufgegeben.
Im Jahr 2010 gab es neuerlich eine Debatte um die Legalisierung des ritual nick, als die American Academy of Pediatrics, eine Berufsvereinigung von Ärzten der Pädiatrie, die Praktik als mögliche Alternative zu einer vollständigen Ablehnung der Beschneidung bezeichnete:

„However, the ritual nick suggested by some pediatricians is not physically harmful and is much less extensive than routine newborn male genital cutting. There is reason to believe that offering such a compromise may build trust between hospitals and immigrant communities, save some girls from undergoing disfiguring and life-threatening procedures in their native countries, and play a role in the eventual eradication of FGC.“

## Kontroversen

### Berichterstattung
Die US-amerikanische Soziologin Lisa Wade führte Medienanalysen in den 15 auflagenstärksten US-amerikanischen Zeitungen (darunter Boston Globe, San Francisco Chronicle, New York Times, Washington Post, USA Today) für den Zeitraum von 1992 bis 2005 durch. Sie stellte eine zunehmende Verschränkung zwischen politischem Aktivismus und journalistischer Berichterstattung fest. Durch entsprechendes Framing und selektive Darstellung würde beim Leser „distanzierte Empörung“ erzeugt, gepaart mit einem „Gefühl moralischer Überlegenheit“. Üblicherweise würde eine verurteilende Haltung gegenüber der Praktik sowie den praktizierenden Personen eingenommen, eine kritische oder neutrale Position wird vermieden. Wenn Gegenpositionen aufgezeigt werden, würden diese in der Regel delegitimiert. Durch eine einseitige Darstellung der Beschneidungsthematik als rein innerafrikanisches, kulturelles Problem werde eine „Extraterritorialisierung“ erzeugt, wobei das Problem in der Unaufgeklärtheit der anderen gesehen werde.
“Media actors build consensus and, once they do, they can work with activists to advocate for public policies. Without consensus, reporter advocacy would have seemed inappropriate. Under the right discursive conditions, however, condemning FGCs and defending its victims was simply good journalism. These findings suggest that even reporters at high-prestige newspapers, who are most bound by expectations of neutrality, can engage in issue advocacy.”
„Journalisten stellen Konsens her und können – sobald dieser erreicht ist – mit Aktivisten zusammenarbeiten, um öffentliche Belange zu unterstützen. Ohne den Konsens hätte eine Parteinahme der Reporter unangemessen gewirkt. Unter den richtigen Diskursbedingungen war die Verurteilung der Beschneidung weiblicher Genitalien und die Verteidigung ihrer Opfer einfach guter Journalismus. Die Befunde deuten darauf hin, dass sogar Reporter in hochangesehenen Zeitungen, von welchen in hohem Maß Ausgewogenheit erwartet wird, zum Anwalt für eine Sache werden können.“ (Lisa Wade)
2018 kritisierte der Jurist und Spiegel-Kolumnist Thomas Fischer „quantitative Sensationen“ in der deutschen Berichterstattung über das Thema. Zum Beispiel gehe die Frauenrechtsorganisation Terre des Femmes für das Jahr 2018 von 64.800 „Betroffenen“ und 15.500 „Gefährdeten“ in Deutschland aus. Für diese Zahlenangaben würden Anzahl und Herkunftsland von in Deutschland lebenden nichtdeutschen weiblichen Personen ermittelt. Aus Schätzungen der UNESCO über den möglichen Anteil der in den Herkunftsländern beschnittenen Frauen errechne der Verein dann die geschätzte Anzahl der in schon beschnittenem Zustand nach Deutschland eingereisten Personen. Dies seien diejenigen, die als „Betroffene“ und – in der Berichterstattung der Presse – als „Zehntausende von Fällen“ bezeichnet werden. Keine von ihnen sei aber ein Fall, der sich in Deutschland ereignet habe und nach deutschem Recht strafbar sei. Ob die eingereisten Frauen tatsächlich beschnitten sind, wisse man nicht, denn Migrantinnen werden nicht danach untersucht. Für die Zahl der „gefährdeten Mädchen“ unterstelle man, dass sich in jeder Immigrantengeneration die Zahl derjenigen, die den Beschneidungsbrauch der alten Heimat praktizieren, halbiere. Die Polizeiliche Kriminalstatistik berichte hingegen seit 2013 zum Thema null Taten und null Tatverdächtige. Fischer zufolge, gab es weder vor noch nach der Einführung des §226a StGB in Deutschland einen abgeurteilten Fall oder eine Strafanzeige.

### Methodische Qualität vorhandener Studien
Laut Carla Obermeyer (Obermeyer: 1999, 2003, 2005) habe sich in Metaanalysen herausgestellt, dass der Großteil jener Studien, die die negativen gesundheitlichen Folgen der Beschneidung belegen sollten, methodisch unzureichend durchgeführt worden waren. Keine der zwischen 1997 und 2005 zu dem Thema veröffentlichten Studien könne statistisch signifikante Effekte vorweisen. Bei einem Großteil sei die Untersuchung ohne geeignete Kontrollgruppe durchgeführt worden, Informationen über die Art der Datengewinnung würden nicht angegeben, hohe Anteile an nicht oder falsch ausgefüllten Fragebögen seien unerwähnt geblieben, Befrager seien nicht geschult oder waren für die jeweilige Bedingung nicht geblindet, oder konfundierenden Variablen würde nicht weiter nachgegangen. Die längerfristigen gesundheitlichen Folgen (Harnwegsinfekte, Komplikationen bei der Geburt, schmerzhafter Koitus etc.), so sie belegt sind, würden sich angeblich auf die Infibulation (Typ III nach WHO) beziehen; diese stärkste Form macht aber je nach Region in der Gesamthäufigkeit nur 15–20 Prozent aus.
Linda Morison et al. fanden 2001 in einer groß angelegten Feldstudie in Gambia, dass beschnittene Frauen gegenüber unbeschnittenen eine höhere Prävalenz für bakterielle Vaginose und Herpes-simplex-Virus 2 hatten. Ansonsten häufig genannte negative Beschneidungsfolgen wie Schäden am Perineum oder Anus, Vulvatumore wie Bartholin-Zysten und übermäßige Keloidbildung, schmerzhafter Sex, Unfruchtbarkeit, Prolaps und andere Infektionen des Fortpflanzungstrakts traten bei Beschnittenen nicht signifikant häufiger auf als bei Unbeschnittenen. Unklar bleibe, ob ein Zusammenhang zwischen Beschneidung, insbesondere vom Typ II und langfristiger reproduktiver Morbidität bestehe.

### Pro und Kontra der Medikalisierung
Ein Großteil der Eingriffe wird unter unhygienischen Bedingungen, ohne Betäubung und von nicht medizinisch geschultem Personal durchgeführt. Konsens besteht hinsichtlich der dramatischen Gesundheitsgefährdung dieser Praxis. Dennoch ist mitunter zu vernehmen, dass die angemessene Gegenmaßnahme nicht ein Verbot von Beschneidungen sei, sondern deren Durchführung durch medizinisches Fachpersonal in Kliniken oder zumindest unter sterilen Bedingungen (Medikalisierung). Gerade dieser Schritt werde jedoch durch die Gesetzgebung in vielen Ländern verhindert, wodurch der Eingriff wegen der Strafandrohung nur außerhalb des medizinischen Rahmens möglich sei.
Gegner der Medikalisierung sind zum Beispiel die WHO, Amnesty International, Ärzte ohne Grenzen und das Inter-African Committee on Traditional Practices Affecting the Health of Women and Children (IAC). Neben der Rechtslage und der ethischen Verpflichtung von Medizinern („Hippokratischer Eid“, Genfer Deklaration des Weltärztebundes) ist das häufigste Argument, dass die Medikalisierung eine vollständige Abschaffung der Praktik behindern oder unmöglich machen würde, weil sie durch die Legitimisierung keinen Zwischenschritt zur Abschaffung darstelle, sondern durch die Verminderung des Risikos eher zur weiteren Etablierung beitrage. Eine Untersuchung zu Ägypten zeigte zwar, dass trotz zunehmender Medikalisierung die Beschneidungsrate sinkt. Dennoch könnte nach Einschätzung durch Melanie Bittner vom Zentrum für transdisziplinäre Geschlechterstudien die entsprechende Spezialisierung des Gesundheitspersonals eine kontraproduktive Wirkung bezüglich der Abschaffung von Beschneidungen haben. Für medizinisches Fachpersonal würde ein Rückgang der Beschneidungen aus ökonomischer Sicht einen Einkommensverlust bedeuten. Und persönliches Profitstreben könnte somit zu einer Ursache dafür werden, dass sich Mediziner weniger deutlich für die Abschaffung aussprechen. Die afroamerikanische Rechtsprofessorin Isabelle Gunning wendet gegen die Medikalisierung ein, dass dabei weiterhin die Auswirkungen der Eingriffe auf die Sexualität von Frauen völlig außer Acht gelassen werden.

### Vergleich mit der Männer- und Knabenbeschneidung
WHO und UNAIDS empfehlen ihren Mitgliedsstaaten seit 2007, die freiwillige, medizinisch durchgeführte Zirkumzision bei informierten, einwilligungsfähigen Männern als Teil eines umfassenden Maßnahmenpaketes im Kampf gegen die Ausbreitung von HIV in afrikanischen Hochrisikogebieten aufzunehmen. Zirkumzision vermindere laut WHO nachweislich das HIV-Risiko bei heterosexuellen Männern in Afrika um 60 Prozent. Als bevölkerungsbezogene Präventionsmaßnahme in Europa eignet sich die Beschneidung dagegen nicht, da die HIV-Verbreitung unter Heterosexuellen relativ gering ist.
Die GIZ weist darauf hin, dass die weibliche Genitalverstümmelung alle Praktiken umfasse, bei denen die äußeren Geschlechtsorgane eines Mädchens oder einer Frau teilweise oder vollständig entfernt werden, und dass es gravierende gesundheitliche Folgen für die Betroffenen gebe. Weibliche Genitalverstümmelung stelle damit im Vergleich zur männlichen Beschneidung den „ungleich schwereren Eingriff in die körperliche Unversehrtheit“ dar.
Nach Ansicht der Medizinethikerin Janna Graf ergebe es sich fast zwangsläufig, dass man als Gegnerin der FGM auch Gegnerin von MGM sein müsse. Es könne nämlich nicht sein, dass man sich für eine Stärkung der Rechte von Mädchen und Frauen einsetze und gleichzeitig die Verletzung der Rechte von Jungen und Männern ignoriere. Das Recht auf körperliche Unversehrtheit müsse aber in seiner Gesamtheit gelten, unabhängig von Geschlecht, Religion, Herkunft, Rasse, Alter oder Hautfarbe. Auch Irmingard Schewe-Geringk, Vorstandsvorsitzende von Terre des Femmes bezeichnet „die Unversehrtheit von Kindern ein Menschenrecht, das für alle gelten müsse“. Sie warnte davor, dass eine gesetzlich eingeräumte Erlaubnis der rituellen Beschneidung von Jungen auch Folgen für Mädchen haben könne, denn es gebe vergleichbare Beschneidungspraktiken. Manchen Eltern werde dann nur schwer klarzumachen sein, warum diese verboten und strafbar sei, die Beschneidung der Jungen aber erlaubt. Beim Engagement für ein Gesetz gegen weibliche Beschneidung sei Terre de Femmes noch nicht bewusst gewesen, welche Dimension der Eingriff bei Jungen habe.
In Deutschland gilt die Verstümmelung weiblicher Genitalien als Straftat. Die Beschneidung männlicher Neugeborener hingegen ist in den meisten westlichen Ländern (mit Ausnahme von Schweden) ohne effektive Strafbedrohung der Sorgeberechtigten oder des Arztes durchführbar. Der Strafrechtler Hardtung hält „die leichten Formen der Mädchenbeschneidung in ihrer Unrechtsschwere mit der Knabenbeschneidung vergleichbar“.
Religiöse und kulturelle Motive werden als Rechtfertigung für die Zirkumzision angeführt. In Deutschland ist die Beschneidung männlicher Neugeborener, Kinder und Jugendlicher im Rahmen der elterlichen Sorge seit dem 12. Dezember 2012 gesetzlich erlaubt, unter der Bedingung, dass sie „nach den Regeln der ärztlichen Kunst durchgeführt“ wird.

### Einzelmeinungen
Daneben werden von einigen Fachautoren Einzelmeinungen vertreten, die zwischen Zirkumzision und weiblicher Genitalverstümmelung eine moralische und strafrechtliche Differenzierung ablehnen.

### Vergleich mit ästhetischer Intimchirurgie in westlichen Kulturen
Die operative Veränderung der weiblichen Genitalien als Schönheitsoperation findet in Europa zunehmend Verbreitung. Dabei werden überwiegend die inneren Schamlippen und mitunter die Klitorisvorhaut reduziert oder das Jungfernhäutchen wiederhergestellt, letzteres, um die Familienehre in traditionellen, islamischen Familien zu wahren. Seltener wird der Venushügel miteinbezogen. Auch Straffungen und Verengungen der Vagina, deren Hauptmotiv das medial kreierte Versprechen auf Steigerung des sexuellen Lustempfindens und der Orgasmusfähigkeit ist, werden nachgefragt.
Bei der Schamlippenverkleinerung wird die Klitoris nicht verändert. Die Entfernung von inneren Schamlippen und Klitorisvorhaut (→ Klitorisvorhautreduktion) ist anatomisch jedoch mit den Beschneidungsformen Typ Ia und IIa vergleichbar. Obwohl für die Schamlippenverkleinerung auch medizinische Indikationen vorliegen können, wird der Eingriff in der Regel mit persönlichen, ästhetischen Vorstellungen begründet. Ästhetische Intimchirurgie ist in westlichen Ländern nur an erwachsenen, einwilligungsfähigen Personen erlaubt.
Mitunter wird argumentiert, dass sich Beschneidungspraktiken und ästhetische Intimchirurgie in Bezug auf Freiwilligkeit, Gestaltungsmacht der Patientin bezüglich der gewünschten Veränderung, hygienischen Umstände der Operation und Auswirkungen auf die Sexualität unterscheiden. Jedoch werden diese dichotomen Positionen zunehmend in Frage gestellt.
Die komplexen Unterschiede und Gemeinsamkeiten zwischen beiden Eingriffen sind Gegenstand aktueller kulturwissenschaftlicher Forschung. Da bestimmte Kritikpunkte, die als Grundlage für Abschaffungsbestrebungen der Genitalbeschneidung herangezogen werden, in gleichem Maße auf die westlichen Schönheitsoperationen zutreffen, wird der Vorwurf einer Doppelmoral erhoben und von Seiten der Abschaffungsbewegung das Problem benannt, dass vor dem Hintergrund einer wachsenden Nachfrage nach Labioplastik im Westen die an Afrika gerichteten Vorwürfe an Glaubwürdigkeit verlören.
Zunehmend regt sich Widerstand gegen den Trend zu Schönheitsoperationen am weiblichen Genital. Die Deutsche Gesellschaft für Gynäkologie und Geburtshilfe e. V. merkt beispielsweise an, dass „Risikoeinschätzungen und Komplikationsraten dieser Operationen fehlen, nicht bekannt sind oder verharmlost werden“, und rät von derartigen Eingriffen ab.

### Beschneidung von erwachsenen Frauen mit deren Einwilligung

#### Erstbeschneidung
Während die Strafbarkeit von Beschneidungen an minderjährigen Mädchen in westlichen Ländern unbestritten ist, gibt es unterschiedliche Haltungen zur Frage, inwiefern eine erwachsene, mündige Frau freiwillig und selbstbestimmt in den Eingriff einwilligen kann. Diese Frage stellt sich zunächst in Bezug auf die in westlichen Ländern lebenden, erwachsenen Frauen mit Migrationshintergrund, die den Eingriff am eigenen Körper und unter sterilen medizinischen Bedingungen von Fachpersonal ausführen lassen wollen. Obwohl generell die Einwilligung in eine Körperverletzung möglich ist, ist diese bei schwerer Körperverletzung nur im Falle eines „höheren sittlichen Wertes“ gestattet (beispielsweise einer Nierenspende).
Zudem war lange Zeit die Frage des Vorliegens einer schweren Körperverletzung nicht vollständig geklärt: Bei Amputation des äußeren Teils der Klitoris sei dies umstritten, bei Klitorisvorhaut und Schamlippen sei nach Schweizer Gutachtern aus dem Jahr 2004 eindeutig nicht von einer schweren Körperverletzung auszugehen (vgl. „Was das Abschneiden der Schamlippen betrifft, wäre dies wohl zu verneinen, weil es sich nicht um vergleichbar bedeutende erogene Zonen handelt“). Allerdings ist die Frage nach dem Wert einer gewünschten Beschneidung für die Frau schwer von außen zu beurteilen, ebenso wie die Freiwilligkeit. In einigen westlichen Ländern sind die Verbote für den Eingriff in jeglicher Form auch auf erwachsene Frauen erweitert, beziehungsweise wird die Forderung danach erhoben. So wird davon ausgegangen, dass ein „[…] rechtlicher Anspruch auf die Unversehrtheit ihrer Genitalien“ von keiner Frau veräußert werden könne, eine rechtlich wirksame Einwilligung zur Beschneidung sei daher nicht möglich. Begründungen wie Tradition und Religion werden in diesem Fall nicht zugelassen.

#### Reinfibulation
Die Reinfibulation (oder auch Refibulation) bezeichnet das erneute Verschließen einer Infibulation nach einer erfolgten Geburt. Gründe sind beispielsweise die Angst vor der großen Narbe, den Reaktionen der Familie oder ein tief verankertes Selbstbild als nur infibuliert reine und vollständige Frau. Diesen Wünschen und Befürchtungen seien von medizinischem Personal sehr sensibel auf der Basis von kultureller Kenntnis und Respekt vor dem biografischen Hintergrund der Frau zu begegnen. Obwohl die rechtliche sowie moralische Beurteilung der Reinfibulation in westlichen Ländern diesem Wunsch wenig Verständnis entgegenbringt, ist die Reinfibulation in einigen Bundesstaaten der USA legal, in der Schweiz wird die Reinfibulation auf Patientenwunsch durchgeführt. Der amerikanische Fachverband American Congress of Obstetricians and Gynecologists gibt keine klare Empfehlung für oder gegen eine Durchführung. Nach deutschem Recht ist eine Reinfibulation nicht zulässig. Die deutsche Bundesärztekammer spricht sich gegen die Reinfibulation aus, „wenn diese erkennbar zu einer gesundheitlichen Gefährdung der Frau führen würde.“
Die in einigen europäischen Ländern vorliegende Strafbarkeit der Reinfibulation erwachsener Frauen wird vereinzelt von in Europa lebenden Afrikanerinnen wie auch von wenigen Feministinnen als in ihrer Absolutheit problematisch wahrgenommen. In jenen Ländern, wo die Reinfibulation gesetzlich gestattet ist, wird eine intensive Beratung und Aufklärung über sämtliche Risiken vorausgesetzt.

## Hilfe für FGM-Opfer

### Hilfe in Deutschland
Als weltweit erstes Zentrum, das FGM-Opfer ganzheitlich betreut und behandelt, wurde im September 2013 unter der Schirmherrschaft von Waris Dirie das Desert Flower Center des Krankenhauses Waldfriede in Berlin eröffnet. Geleitet wird es von Roland Scherer, dem Ärztlichen Direktor des Krankenhauses, Chefarzt des Zentrums für Darm- und Beckenbodenchirurgie sowie Präsidenten der Desert Flower Foundation (DFF) Deutschland; die ärztliche Koordination und Sprechstunde erfolgt durch die Oberärztin Cornelia Strunz, Fachärztin für Chirurgie und Gefäßchirurgie sowie Generalsekretärin der deutschen DFF. Frauen mit Genitalverstümmelung erhalten dort medizinische und psychosoziale Hilfe und Unterstützung, wofür es 2016 vom Land Berlin mit der Louise-Schroeder-Medaille ausgezeichnet wurde.
Weitere Desert Flower Center wurden von der DFF in Zusammenarbeit mit der Karolinska Klinik in Stockholm (Schweden) und dem Hôpital Delafontaine in Paris (Frankreich) eröffnet.
Für Hilfesuchende in Deutschland mit geschätzten 48.000 von Genitalverstümmelung betroffenen Frauen und Mädchen existiert ein Hilfetelefon des Bundesgesundheitsministeriums unter der Nummer 08000 116 016 sowie eine Webseite in verschiedenen Sprachen, in leichter Sprache und barrierefrei.
Die Bundesregierung informiert seit 2021 mit einem Schutzbrief gegen weibliche Genitalverstümmelung über die Strafbarkeit weiblicher Genitalverstümmelung in Deutschland und den damit einhergehenden möglichen Verlust des Aufenthaltstitels, auch wenn die Genitalverstümmelung im Ausland durchgeführt wird. Herausgeber des Dokuments ist das Bundesministerium für Familie, Senioren, Frauen und Jugend (BMFSFJ). Sinn und Zweck des Schutzbriefes ist der Schutz vor weiblicher Genitalverstümmelung in den Herkunftsländern während der Ferienzeiten. Das Schriftstück kann im Reisepass mitgeführt werden. Mithilfe des Schutzbriefes können bedrohte Mädchen und ihre Familien versuchen, sich dem gesellschaftlichen und familiären Druck in den Herkunftsländern entgegenzustellen. Das Schriftstück dient darüber hinaus der allgemeinen Aufklärung. Das Dokument steht in deutscher Sprache, in einfacher Sprache sowie in anderen Sprachen als Download, Audio-Datei oder Printversion zur Verfügung. Zudem soll der Schutzbrief in Behörden, religiösen Institutionen, sozialen Einrichtungen und bei Ärztinnen und Ärzten ausliegen.
Dan mon O’Dey, Chefarzt der Klinik für Plastische, Rekonstruktive und Ästhetische Chirurgie und Handchirurgie am Luisenhospital in Aachen entwickelte spezifische operative Methoden zur Rekonstruktion des Genitales von Opfern weiblicher Genitalverstümmelung und ist Gründer des Zentrums für rekonstruktive Chirurgie weiblicher Geschlechtsmerkmale an der Aachener Klinik, das er seit Gründung im Jahr 2014 leitet.

### Hilfe in Österreich
Zum Beispiel im Land Salzburg gibt es laut Experten geschätzt 400 an Genitalien beschnittene Frauen. Die meisten stammen aus Nord- und Zentralafrika, insbesondere aus Somalia, Nigeria, Sudan und Ägypten. Im Krankenhaus Hallein (Tennengau) (eine der Salzburger Landeskliniken (SALK)) gibt es eine Spezialambulanz für Opfer dieser Praktik.
Das Frauengesundheitszentrum Salzburg in der Stadt Salzburg berät Frauen und Mädchen, dass jede ein Recht auf körperliche und geistige Unversehrtheit hat und dass viele Frauen unter der Beschneidung leiden. Ein Ziel ist, dass Opfer ihre Töchter bzw. Mädchen Genitalverstümmelung ersparen. Das FGZ Salzburg bietet ab Mai 2022 eine Schulung für Interessierte an, die Frauen beraten sollen.

### Anthropologie und Sozialwissenschaften

#### Deutsch
- Anna Kölling: Weibliche Genitalverstümmelung im Diskurs: exemplarische Analysen zu Erscheinungsformen, Begründungsmustern und Bekämpfungsstrategien. LIT Verlag Berlin 2008, ISBN 978-3-8258-1821-0.
- Charlotte Beck-Karrer: Löwinnen sind sie. Gespräche mit somalischen Frauen und Männern über Frauenbeschneidung. Verein Feministische Wissenschaft, Bern 1996, ISBN 3-905561-03-4.
- Hanny Lightfoot-Klein: Das grausame Ritual. Sexuelle Verstümmelung afrikanischer Frauen. Aus dem amerikan. Engl. von Michaela Huber. Fischer, Frankfurt 1992, ISBN 3-596-10993-0.
- Janne Mende: Begründungsmuster weiblicher Genitalverstümmelung. Zur Vermittlung von Kulturrelativismus und Universalismus. transcript-Verlag, Bielefeld 2011, ISBN 978-3-8376-1911-9. (Volltext)
- Eiman Okroi: Weibliche Genitalverstümmelung im Sudan – Female genital mutilation. Akademos-Wiss.-Verl., Hamburg 2001, ISBN 3-934410-29-4.
- Annette Peller: Chiffrierte Körper – Disziplinierte Körper. Female Genital Cutting. Rituelle Verwundung als Statussymbol. Weissensee-Verlag, Berlin 2002, ISBN 3-934479-60-X.
- Terre des Femmes (Hrsg.): Schnitt in die Seele. Weibliche Genitalverstümmelung – eine fundamentale Menschenrechtsverletzung. Mabuse Verlag 2003, ISBN 978-3-935964-28-9.
- Rolf Preuß: „Die Beschneidung in Wort und Bild“, Stephenson-Verlag, BRD 1988 (zur Verbreitung der Jungen- und Mädchenbeschneidung in der Welt und ihrer Geschichte)
- Ingrid Braun: „Materialien zur Unterstützung von Aktionsgruppen gegen Klitorisbeschneidung“, Verlag Frauenoffensive München, 1979, ISBN 978-3-88104-059-4.

#### Englisch
- Ylva Hernlund, Bettina Shell-Duncan, Hrsg.: Transcultural Bodies: Female Genital Cutting in Global Context. Rutgers University Press, 2007, ISBN 978-0-8135-4026-9.
- Semra Asefa: Female Genital Mutilation: Violence in the Name of Tradition, Religion, and Social Imperative. In: Stanley G. French, Wanda Teays, Laura M. Purdy (Hrsg.): Violence Against Women: Philosophical Perspectives. Cornell University Press, 1998, ISBN 978-0-8014-8452-0.
- Jessica Horn: Not Culture But Gender: Reconceptualizing Female Genital Mutilation/Cutting. In: Ellen Chesler, Wendy Chavkin: Where Human Rights Begin. Rutgers University Press, 2005, ISBN 978-0-8135-3657-6.
- Patricia Robinett: "The Rape of Innocence, Female Genital Mutilation & Circumcision in the USA", Nunzio Press, USA, 2010, ISBN 978-1-878411-11-2 (Beschreibung der gesundheitlichen, insbesondere psychischen, Folgen der Entfernung/Kürzung der kleinen Schamlippen und der Klitoridektomie an weißen Amerikanerinnen wohl bis Ende der 1970er Jahre sowie Plädoyer gegen die Jungenbeschneidung; Betroffenenbericht von P. Robinett)

#### Englische Aufsätze
- Bettina Shell-Duncan From Health to Human Rights: Female Genital Cutting and the Politics of Intervention. American Anthropologist 110(2), 2008.
- Christine J. Walley: Searching for „Voices“: Feminism, Anthropology, and the Global Debate over Female Genital Operations. In: Cultural Anthropology. Band 12, Nr. 3. (August 1997), S. 405–438. PMID 12293482, doi:10.1525/can.1997.12.3.405.
- Sabine R. Huebner: Female Circumcision as a Rite de Passage in Egypt. Continuity through the Millennia? In: Journal of Egyptian History, 2 (2009), S. 149–171 doi:10.1163/187416509X12492786609249.

### Rechtswissenschaft und -politik

#### Deutsch
- Ulrike Bumke: Zur Problematik frauenspezifischer Fluchtgründe – dargestellt am Beispiel der Genitalverstümmelung. In: Neue Zeitschrift für Verwaltungsrecht (NVwZ) 2002, S. 423–428.
- Marie-Anne Caroline Pichler: Völkerstrafrechtliche Problematik der weiblichen Genitalverstümmelung: Voraussetzungen der Strafverfolgung in Österreich. VDM Verlag Dr. Müller, Saarbrücken 2010, ISBN 3-639-24354-4.
- Mirko Möller: Die Verstümmelung weiblicher Geschlechtsorgane. In: Zeitschrift für Rechtspolitik (ZRP), 2002, S. 186–187.
- Stefan Trechsel, Regula Schlauri: Weibliche Genitalverstümmelung in der Schweiz: Rechtsgutachten. (PDF; 331 kB) Zürich 2004 (im Auftrag von UNICEF Schweiz und Liechtenstein).
- Marion Rosenke: Die Verstümmelung weiblicher Geschlechtsorgane – Strafrechtliche Überlegungen de lege lata und de lege ferenda. In: Zeitschrift für Rechtspolitik (ZRP), 2001, S. 377–379.
- Dirk Wüstenberg: Kindesmisshandlung durch weibliche Genitalverstümmelung, in: Zeitschrift Rechtswissenschaft (RW) 2020, S. 262–291.
- Dirk Wüstenberg: Kindeswohlgefährdung bei Genitalverstümmelung. In Zeitschrift: Familie Partnerschaft Recht (FPR, heute Neue Zeitschrift für Familienrecht (NZFam)) 2012, S. 452–455.
- Sandra Mauer: Die Frau als besonderes Schutzobjekt strafrechtlicher Normen: Ein Rechtsvergleich zwischen den Vereinigten Staaten von Amerika und der Bundesrepublik Deutschland. Kapitel Weibliche Genitalverstümmelung. Logos Verlag, Berlin 2009, ISBN 978-3-8325-2339-8. S. 183 f., Female Genital Mutilation, S. 242 f.

#### Englisch
- Anika Rahman, Nahid Toubia: Female Genital Mutilation: A Practical Guide to Worldwide Laws & Policies: A Guide to Laws and Policies Worldwide. Zed Books 2000, ISBN 978-1-85649-773-2.
- Fareda Banda: Women, Law and Human Rights: An African Perspective. Hart Publishing, Oxford 2005, ISBN 978-1-84113-128-3.
- Asbjorn Eide, Wenche Barth Eide: The Right to Health: Article 24. (Commentary on the United Nations Convention on the Rights of the Child.) Brill Academic Publication 2006, ISBN 978-90-04-14733-1, S. 46 f. (teilweise einsehbar)
- Berhane Ras-Work: LEGISLATION TO ADDRESS THE ISSUE OF FEMALE GENITAL MUTILATION (FGM) (PDF; 131 kB), 21. Mai 2009. (Expertenpapier der Vereinten Nationen zum Stand der FGM-Gesetzgebung in afrikanischen Staaten)

### Medizin, Geschichte und Ethik der Medizin
- Fana Asefaw: Weibliche Genitalbeschneidung: Hintergründe, gesundheitliche Folgen und nachhaltige Prävention. Helmer, Königstein im Taunus 2008, ISBN 978-3-89741-268-2 (Dissertation Humboldt-Universität Berlin 2007, 140 Seiten mit graphischen Darstellungen, Kt, 21 cm).
- Christine Binder-Fritz, Christian Dadak (Hrsg.): Die weibliche Genitalverstümmelung aus ethnomedizinischer Sicht, in: Sexualität, Reproduktion, Schwangerschaft, Geburt (= MCW-Block, Band 15), Facultas, Wien 2009, ISBN 3-7089-0535-0, S. 273 f.
- Norbert Finzsch: Der Widerspenstigen Verstümmelung. Eine Geschichte der Kliteridektomie im »Westen«, 1500-2000. transcript, Bielefeld 2021, ISBN 978-3-8376-5717-3.
- Andreas Frewer, Stephan Kolb, Kerstin Krása (Hrsg.): Medizin, Ethik und Menschenrechte. V & R Unipress, Göttingen 2009, ISBN 978-3-89971-698-6.
- Janna Graf: Weibliche Genitalverstümmelung und die Praxis in Deutschland: Hintergründe – Positionen zur Ethik – ärztliche Erfahrungen. 2012, DNB 102370708X (Dissertation Universität Erlangen-Nürnberg, 2012, 322 Seiten mit graphischen Darstellungen, 30 cm, Volltext online (PDF) PDF, kostenfrei, 322 Seiten, 2835 KB).
- Herrmann, Dettmeyer, Banaschak, Thyen: Kindesmisshandlung. Medizinische Diagnostik, Intervention und rechtliche Grundlagen. Kapitel 6.6.: Genitalverstümmelung, Female Genital Mutilation (FGM). 2. Aufl., Springer Verlag, 2010. ISBN 978-3-642-10205-9 (Das Standardwerk behandelt die medizinischen und rechtlichen Aspekte).
- Marion Hulverscheidt: Weibliche Genitalverstümmelung: Diskussion und Praxis in der Medizin während des 19. Jahrhunderts im deutschsprachigen Raum (= Mabuse-Verlag Wissenschaft, Band 63), Mabuse, Frankfurt am Main 2002, ISBN 3-935964-00-5 (Dissertation Universität Göttingen 2000, 189 S. mit Illustrationen und graphischen Darstellungen, 21 cm).
- Dan mon O’Dey: Vulvar Reconstruction Following Female Genital Mutilation/Cutting (FGM/C) and other Acquired Deformities. Springer International Publishing, Cham 2019, ISBN 978-3-03002166-5, doi:10.1007/978-3-030-02168-9 (englisch).
- Hanny Lightfoot-Klein: Das grausame Ritual - Sexuelle Verstümmelung afrikanischer Frauen, S. Fischer Verlag, 1992, ISBN 3-596-10993-0 (mit Interviews mit Frauen und Männern und Bibliographie).
- Julius Rosenbaum: Geschichte der Lustseuche im Altertume nebst ausführlichen Untersuchungen über den Venus- und Phalluskultus, Bordelle, Νούσος ϑήλεια der Skythen, Paederastie und andere geschlechtliche Ausschweifungen der Alten als Beiträge zur richtigen Erklärung ihrer Schriften dargestellt. 7. Auflage, H. Barsdorf, Berlin 1904, S. 342 f. (mit Quellenangaben).

## Filme und Hörfunksendungen
- Moolaadé. Bann der Hoffnung. Spielfilm-Drama, Senegal, Frankreich, Burkina Faso, 2004, 119 Min., Regie: Ousmane Sembène, Produktion: arte France, deutsche Erstausstrahlung: 13. Juli 2010, Inhaltsangabe von arte, Besprechung von critic.de
- Mit meiner Tochter nicht! Frauenbeschneidung in Europa. Dokumentation, Deutschland 2006, 40 Min., Regie: Valentin Thurn, Erstausstrahlung: 6. Februar 2007, Inhaltsangabe von arte mit Video
- Der Tag, den ich niemals vergessen werde. (OT: The Day I Will Never Forget.) Dokumentation, Großbritannien, 2002, 90 Min., Regie: Kim Longinotto[365]
- Wüstenblume, OT: Desert Flower, Spielfilm/Drama, Deutschland-Österreich-Frankreich 2009, 121 Min. Regie: Sherry Hormann
- Laura Koppenhöfer: Narben, die keiner sieht. In: SWR2 Kontext vom 9. Februar 2012. (Hörfunkinterview mit Fadumo Korn)
- Wenn Bäume Puppen tragen. Kurzspielfilm, Deutschland 2010, 15 Min., Regie: Ismail Sahin, Inhaltsangabe und Arbeitshilfen zum Einsatz in Schule und Jugendarbeit (PDF; 3,8 MB), abgerufen am 27. Juni 2012
- In Search… Dokumentation, Deutschland 2018, Regie Beryl Magoko